# Unter dem Sturmgott

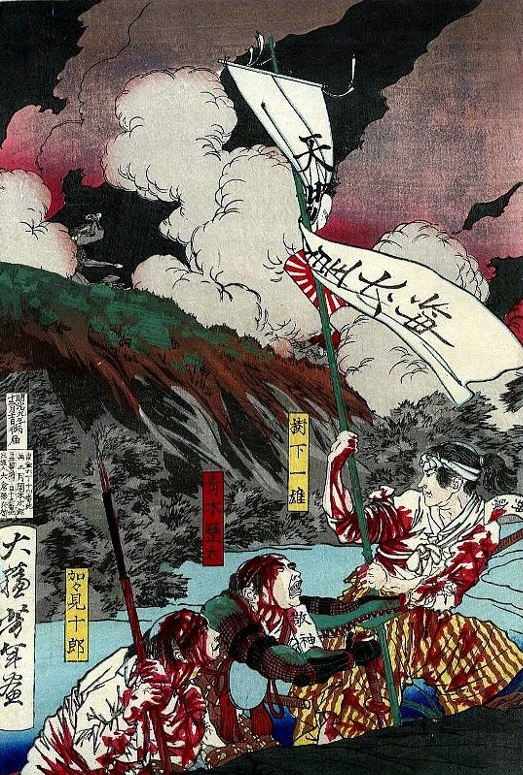
Bild der Shinpūren-Rebellion.

Unter dem Sturmgott (jap. 奔馬, Honba) ist der sechzehnte Roman des japanischen Schriftstellers Yukio Mishima und zweiter Band der Tetralogie Das Meer der Fruchtbarkeit. Er erschien am 25. Februar 1969 bei Shinchosha und gilt als Meisterwerk der Nachkriegsliteratur.
In der Zeit zwischen dem Juni 1932 und Dezember 1933 spielend, erzählt Unter dem Sturmgott im Stil historischer Fiktion die Geschichte Isaos, eines rechtsextremen Schülers, der von seinem Vater Iinuma unter dem Verhaltenskodex der Samurai aufgezogen wird. Um die bestehende Regierung zu stürzen und die Macht zurück an den Tennō zu delegieren, plant Isao mit zwölf jungen Männern ein Attentat auf die politische Elite und auf Großkapitalisten, welche in seinen Augen den Yamato-damashii korrumpiert und den Kaiser verraten haben. Sein Plan schlägt fehl und die Gruppe wird inhaftiert. Vor Gericht vertritt ihn Shigekuni Honda, eine der Hauptfiguren aus dem ersten Band, und schafft es tatsächlich, für Isao, in welchem er die Reinkarnation seines Schulfreundes Kioyaki vermutet, einen Freispruch zu erwirken. Statt sich zu freuen, wirkt Isao durch den Freispruch zunehmend desillusioniert: Seine Träume scheinen im modernen Japan der 1930er Jahre keinen Platz zu haben. Am nächsten Tag fährt er in ein kleines Fischerdorf, tötet dort einen Großkapitalisten und mit Blick auf das Meer sich selbst.
Wie die meisten Werke Mishimas behandelt Unter dem Sturmgott bisweilen düstere, tabuisierte Themen wie Seppuku, Rechtsextremismus, Attentate, Gewalt und Militarismus. Primär ist Unter dem Sturmgott eine politische und soziologische Abhandlung, geschildert durch einen distanzierten, objektiven Erzähler, der die Geschehnisse innerhalb der Erzählung in einen historischen und politischen Kontext einordnet; dementsprechend bedient sich Mishima an zahlreichen historischen Ereignissen. Primärinspiration bildete der Blut-Liga-Vorfall.
Der vielschichtige Roman ist bis heute Gegenstand zahlreicher, teils widersprüchlicher Interpretationen. Konsens besteht insofern, dass Mishima anhand des Romans – und folgend der gesamten Tetralogie – den westlichen Einfluss auf Japan und dessen Wandel von einer feudalistischen, patriarchalen und aristokratischen Gesellschaft in eine moderne Demokratie demonstriert. Darüber hinaus behandelt Unter dem Sturmgott diverse nationalistische Ideen, wie Bushidō, Yamato-damashii und die durch Kita Ikki begründete Shōwa-Restauration. Die Philosophie Wang Shourens ist zentraler Bestandteil von Isaos Wertebild. Ebenso wird dem Konflikt zwischen Buddhismus und Shintō mehr Aufmerksamkeit gewidmet, obgleich nicht im selben Umfang wie im Nachfolger.
Die deutsche Erstübersetzung erschien 1986 als Hardcover beim Carl Hanser Verlag, sowie 1988 als Taschenbuch beim Goldmann Verlag. Der Vorgänger und erste Band der Tetralogie, Schnee im Frühling, erschien nur einen Monat vorher. Der dritte Band Der Tempel der Morgendämmerung folgte im Juli 1970.

## Handlung

### Kapitel 1–8 (Kennenlernen)

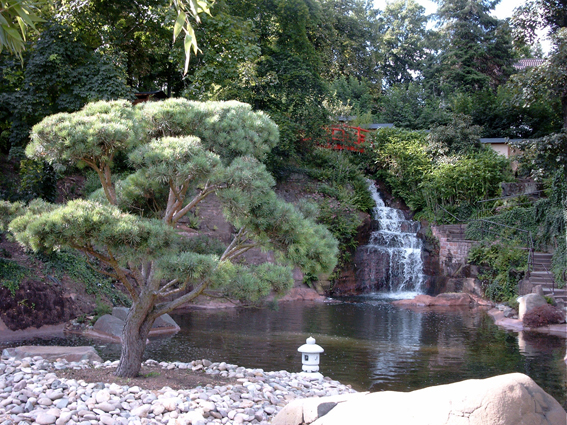
Beim Baden am Wasserfall sieht Honda die drei untereinanderliegenden Muttermale an Isao, die auch Kiyoaki hatte.

Der Roman beginnt kurz nach dem Vorfall am 15. Mai 1932. Shingekuni Honda, Jurastudent und der beste Freund Kiyoakis im ersten Band, ist mittlerweile 38 Jahre alt, verheiratet und Richter auf Probe am Appellationsgericht Osaka. Seine Tätigkeit am Gericht, die hauptsächlich aus repetitiver Aktenbearbeitung für seine übergeordneten Kollegen besteht, hat ihn in eine Sinnkrise gestürzt. Die Einblicke in die bisweilen gesetzeswidrigen Verständigungen durch seine Richterkollegen lassen ihn an der Unabhängigkeit und Gerechtigkeit des Justizwesens zweifeln.
In seine tägliche, banale Routine scheint etwas Abwechslung zu bekommen, als ihn der Gerichtspräsident Sugawa zu einem Kendō-Turnier am 16. Juni am Ōmiwa-Schrein in Sakurai, Nara einlädt. Auf dem Turnier lenkt Sugawa Hondas Augenmerk auf einen vielversprechenden jungen Athleten namens Isao Iinuma, den Sohn von Shigeyuki Iinuma, Kiyoakis früheren Hauslehrer und mittlerweile rechten Aktivisten. Wie zuvor durch Sugawa angekündigt, hat der muskulöse Kriegertypus keinerlei Schwierigkeiten, seine Gegner zu besiegen und gewinnt das Turnier haushoch. Nach dem Mittagessen klettert Honda die Sicheltanne am Miwa hoch, um sich an den Sanko-Wasserfällen zu baden. Einige der Kendō-Turnierteilnehmer sind auch bereits da und erfrischen sich im kühlen Wasser, darunter auch Isao. Während dieser sich unter den Wasserfällen duscht, hat Honda Gelegenheit, ihn länger zu observieren und bemerkt drei untereinandergelegene Muttermale an seiner linken Rückenseite. Im perplexen Zustand erinnert er sich, dass auch sein Freund Kiyoaki dieselben drei Muttermale an seiner linken Rückenseite hatte und nach längerem Grübeln fallen ihm dessen letzte Worte ein: „Ich hatte gerade einen Traum. Wir werden uns wiedersehen, ich weiß es. Unter dem Wasserfall.“
Am nächsten Tag trifft Honda auf dem Saigusa-Fest am Izagawa-Schrein in Nara auf Mr. Iinuma. Dieser ist aktueller Vorsitzender der „Akademie des Patriotismus“ und von den „Jahren und üblichen Sorgen“ optisch stark mitgenommen. Honda lädt ihn und seinen Sohn Isao zum Abendessen. Iinuma akzeptiert das Angebot und stellt Honda den Dichter und pensionierten Generalleutnant Kensuké Kito und dessen 30-jährige, geschiedene Tochter Makiko vor. Während des Mahls ist Honda ungewöhnlich ruhig; in Gedanken hadert er nach wie vor mit sich, ob es sich bei Isao tatsächlich um eine Reinkarnation Kioyakis handelt. Die Indizien deuten zwar darauf hin, aber das Konzept von Wiedergeburten widerstrebt Hondas rationaler und logischer Natur.
Zum Ende des Essens bedanken sich Iinuma und Isao bei Honda und machen sich auf den Rückweg nach Tokio. Während Iinuma seine Sachen zusammenpackt, drückt Isao Honda zum Abschied das Buch Der Göttersturm-Bund: ein historischer Bericht von Tsunanori Yamao in die Hand und bittet ihn, es zu lesen. Zurück Zuhause tut Honda wie ihm geheißen. Die nächsten beiden Kapitel, 9–10, bilden das ihm in die Hand gedrückte Buch.

### Kapitel 9 (Der Göttersturm-Bund)

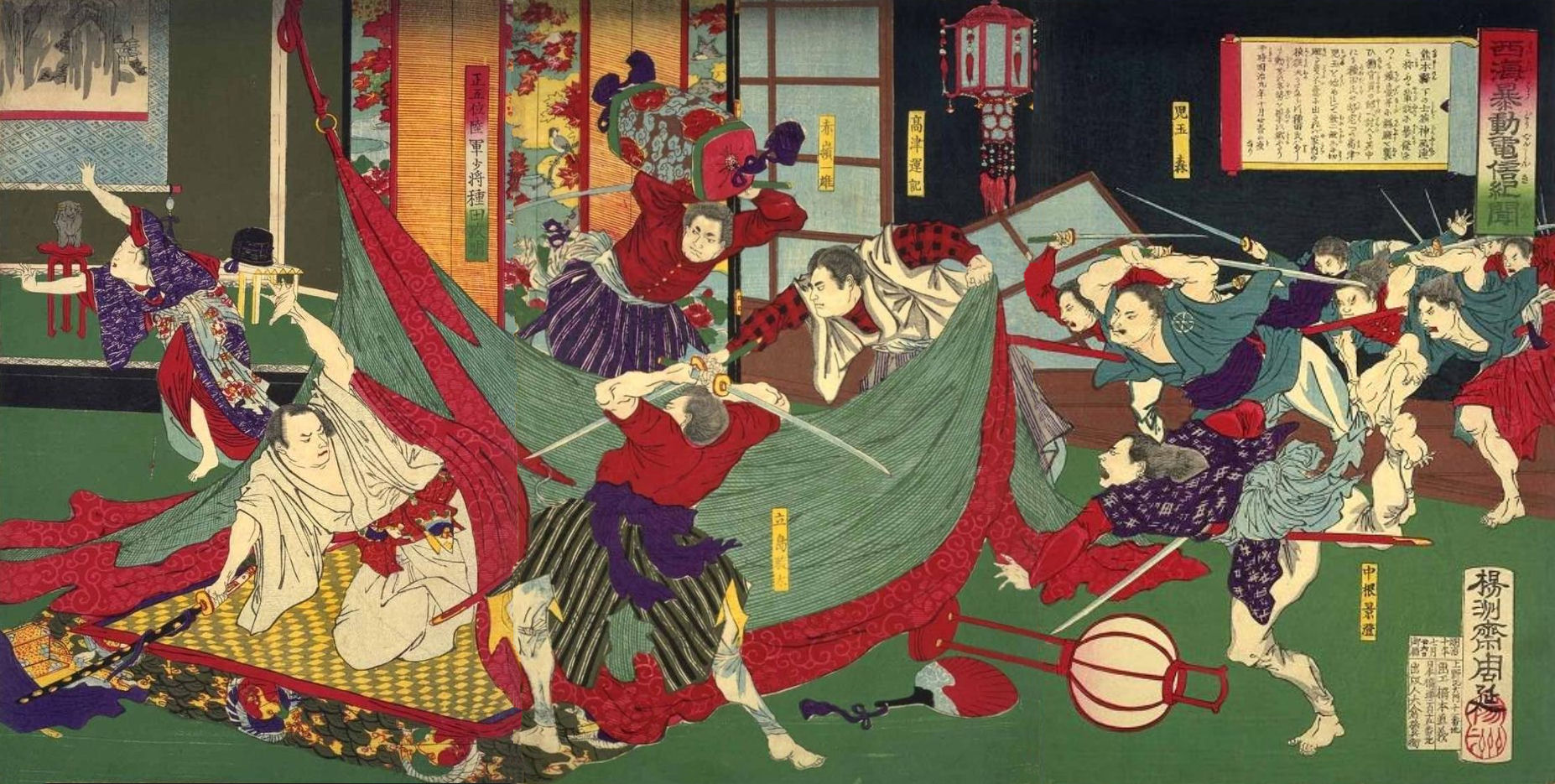
Vorbild für die Geschichte war die Shinpuren-Rebellion aus dem Jahr 1876.

#### Teil 1: Der Ritus des Ukei
„Zur Zeit der kaiserlichen Restauration deutete vieles darauf hin, dass der Wunsch des verstorbenen Kaisers Kōmei, die Barbaren zu vertreiben, erfüllt werden sollte. Aber die Wolken verdeckten alsbald das Licht des Himmels, Schwerter wurden dem einfachen Volk verboten, es wurde verfügt, dass die Samurai sich ihre Haarknoten abschneiden konnten und danach ohne Schwerter sind.“

1873 beten vier Samurai am Shingai-Schrein in der Präfektur Kumamoto und erwarten die Divination durch Priester Otaguro, den Erben des verstorbenen Oen Hayashi, dessen 200 Anhänger bekannt werden sollten als „Der Göttersturm-Bund“. Die Bitten, die sie den Göttern stellten, sind:
1. „Beendet die Herrschaft der korrupten Regierung durch eure Autorität.“
2. „Zerschneidet die unwürdigen Minister mit einem Schwerthieb durch die Dunkelheit.“

Beide Anfragen lehnten die Götter ab. Ein Jahr später bittet Otaguro, Vorteile aus der Schwäche zu ziehen, die die Regierung durch die Saga-Rebellion erleiden musste. Erneut lehnen die Götter ab.
Am 18. März 1876 wird das Tragen von Schwertern verboten. Im Mai wird der Ritus des Ukei wiederholt; dieses Mal geben die Götter ihren Segen. Die Rebellion kann somit beginnen und auch der resignierte Priester Harukata Kaya schließt sich dem Vorhaben an.

#### Teil 2: Der Kampf des Ukei
Die 200 Krieger belagern die Burg Kumamoto in der Nacht des 24. Oktober 1876 und teilen sich in drei Einheiten auf:
1. Die erste Einheit attackiert die Residenz der führenden Beamten; Gouverneur Yasuoka wird getötet.
2. Die zweite Einheit attackiert die Artillerie-Batterie mit großem Erfolg.
3. Die dritte Einheit attackiert das Zeltlager der Infanterie, stürzt die Barrikaden und wirft Granaten.

Die Glückssträhne findet ihr Ende, als die Garnison versteckte Munition findet und auf die dritte Einheit zurückfeuert. Die zweite Einheit muss der dritten zur Hilfe kommen und sowohl Kaya als auch Otaguro sterben im Prozess.

#### Teil 3: Eins mit den Göttern
Am nächsten Morgen, dem neunten Tag des neunten Monats im Lunarkalender, versammeln sich die überlebenden 46 Krieger am Berg Kinpo, knappe sechs Kilometer von der Burg Kumamoto entfernt. Die sechs Fluchtboote stecken in getrockneten Schlamm fest und die Gruppe diskutiert, wie sie weiter verfahren soll.
Die sieben jüngsten Rebellen werden mit Tsuruda fortgeschickt und der Rest reist zum Chikozu-Strand. Die Kundschafter kehren mit der Nachricht zurück, dass die Regierung gewaltsam zurückschlagen möchte und es ihnen in ihrem jetzigen Zustand unmöglich ist, weiter militärisch gegen diese vorzugehen.
Dementsprechend trennen sich die Überlebenden und stellen sich entweder der Justiz oder begehen Seppuku. Das Pamphlet schließt mit einem Zitat aus Die Romanze des heiligen Feuers, ein Buch eines überlebenden Rebellen:
„Den Barbaren ausgeliefert das Land,

der Kaiser, der Thron in Gefahr.

Es wissen aber die Götter des Himmels und der Erde,

daß unser Wille in Treue steht zum Reich.“

### Kapitel 10 (Hondas Brief an Isao)
Honda sendet Isao das Buch zusammen mit einem Schreiben zurück. Dieser liest es gespannt nach der Schule: Honda äußert seinen neu gefundenen Respekt gegenüber dem Bunde und für die Irrationalität im Generellen. In dem Zuge erzählt er von Kiyoaki und seiner Leidenschaft für Satoko und wie Honda diese in seinem damaligen, pragmatischen Zustand nicht verstehen konnte. Dennoch möchte Isao warnen, dass die Geschichte des Bundes für ihn „ungeeignet“ und „gefährlich“ sei und bittet ihn, sich „die gesamte Geschichte von allen Perspektiven“ anzuhören. Durch Kiyoaki habe er an erster Hand erfahren, wie destruktiv die bedingungslose Hingabe an die Leidenschaft sein kann. Dass sein neuer Glaube an das Irrationale durch seinen neuen Glauben an Reinkarnationen beeinflusst wurde, erwähnt er nicht.
Isao schlussfolgert, dass Hondas „Alter und Beruf ihn zu einem Feigling gemacht haben.“ In gewisser Weise sei er aber nach wie vor ein „Mann der Reinheit.“

### Kapitel 11–14 (Erste Pläne)

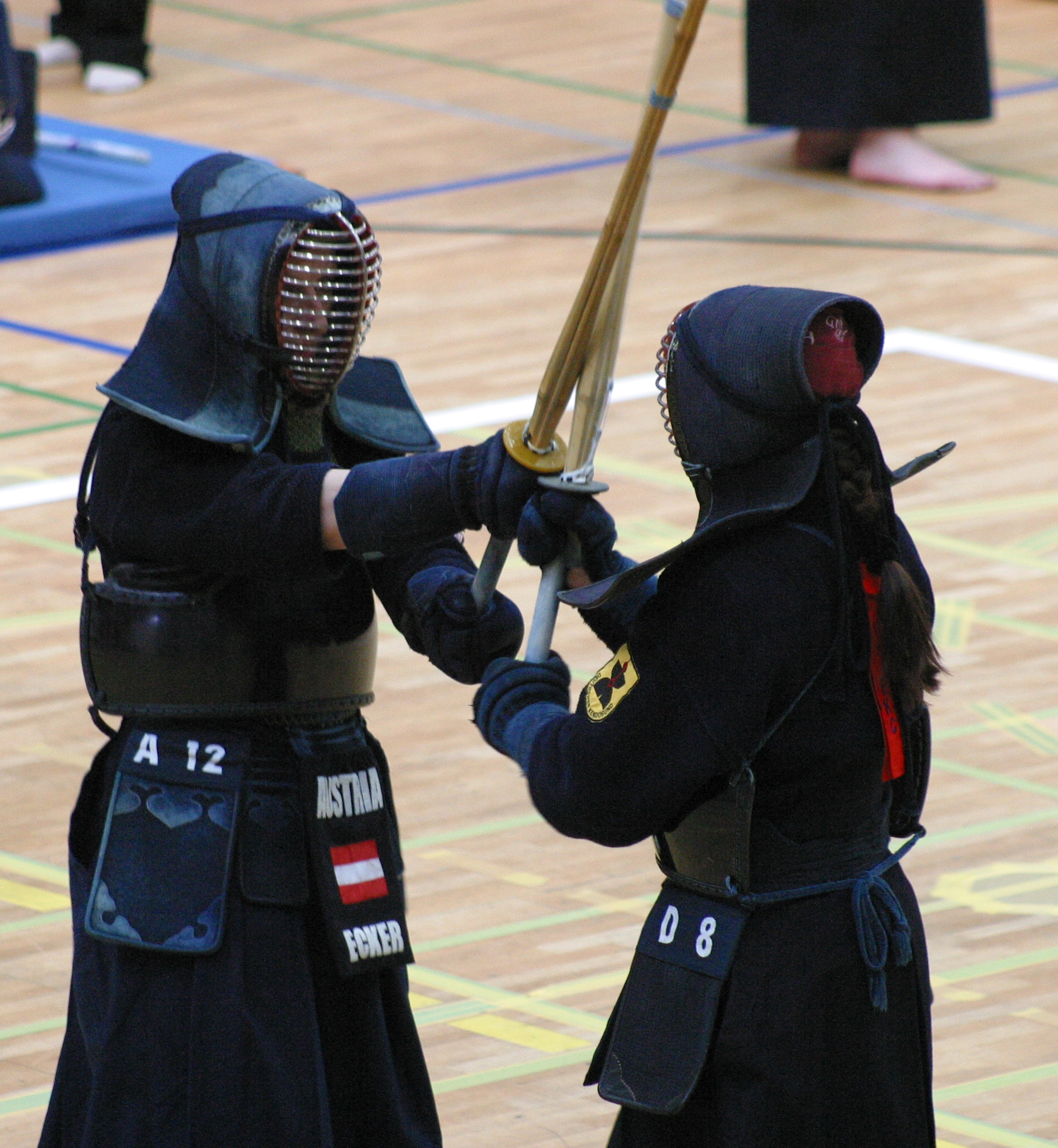
Isao trainiert zwecks seiner Rekrutierung junge Männer im Kendō.

Nach der Schule besucht Isao mit seinen Schulfreunden Izutsu und Sagara das Boardinghouse des rechten Leutnants Hori. Der Treffpunkt ist das Kitazaki, dasselbe Gasthaus, in dem sich Kiyoaki und Satoko in Schnee im Frühling trafen. Kühn erzählt Isao von seinem Plan, die „Shōwa-Liga“ zu gründen und organisieren. Seine radikalen Meinungen stoßen auf Zustimmung bei Hori, doch die Situation wird hitziger, als Isao den Leutnant geradeheraus nach seinen Kontakten zu den Putschenden des 15. Mai 1932 fragt. Gegen 21 Uhr verabschieden sich die drei Männer. Isao drückt ihm zur Verabschiedung wieder das Buch Der Göttersturm-Bund: ein historischer Bericht von Tsunanori Yamao in die Hand.
Eines Sonntagmorgens im Juli veranstaltet Isao ein Kendō-Training für junge Männer in der Übungshalle der benachbarten Polizeistation. Im Gespräch mit dem Kriminalbeamten Tsuboi erfährt er von vier inhaftierten Kommunisten und wird neidisch.
Iinuma leitet eine „Akademie des Patriotismus“ in einem großen Gebäudekomplex im Tokioter Stadtteil Hongō und der Leser erfährt, was sich zwischen Iinuma und Miné von 1914 bis 1932 zutrug: Nach ihrem Weggang vom Matsugae-Anwesen wurde sie schwanger und musste das Kind auf Drängen Iinumas abtreiben, weil dieser vermutete, es handle sich um ein Kind des Marquis. In den Folgejahren kriselte die Ehe und Miné fing eine Affäre mit einem Schüler der Akademie an; als Iinuma dies erfuhr, schlug er sie krankenhausreif und die Ehe ist seitdem gescheitert. Zudem wird ein 40-jähriger Student namens Sawa vorgestellt.
Ein Lehrbeauftragter an der „Akademie des Patriotismus“ ist Meister Kaido. Nach dessen Sonntagslehrstunde zeigt Isao seinen beiden Freunden eine Karte von Tokio und schlägt einen Luftangriff auf die Purpur-markierten Gebiete vor. Später am Abend essen sie mit Makiko in ihrem Haus und die vier diskutieren, wer in Japan am meisten verdient, getötet zu werden. Isao nennt Busuké Kurahara, einen Großkapitalisten. Makiko holt die Lilien, die ihr Isao von dem Izagawa-Schrein mitgebracht hat, aus ihrem Regal und überreicht jedem der Männer jeweils eine.
Isao und Leutnant Hori treffen sich an der Garnison. Hori ist irritiert und zugleich fasziniert von Isaos leidenschaftlichen, wenngleich irrationalen Gedankengängen. Die beiden führen ein Kendō-Duell zu Trainingszwecken und Hori ist beeindruckt von Isaos Begabung im Samurai-Schwertkampf. Er schlägt ihm vor, ein Treffen mit Prinz Harunori Toin zu arrangieren – dem Militanten, der vor achtzehn Jahren Satoko heiraten sollte.

### Kapitel 15–19 (Rekrutierung)

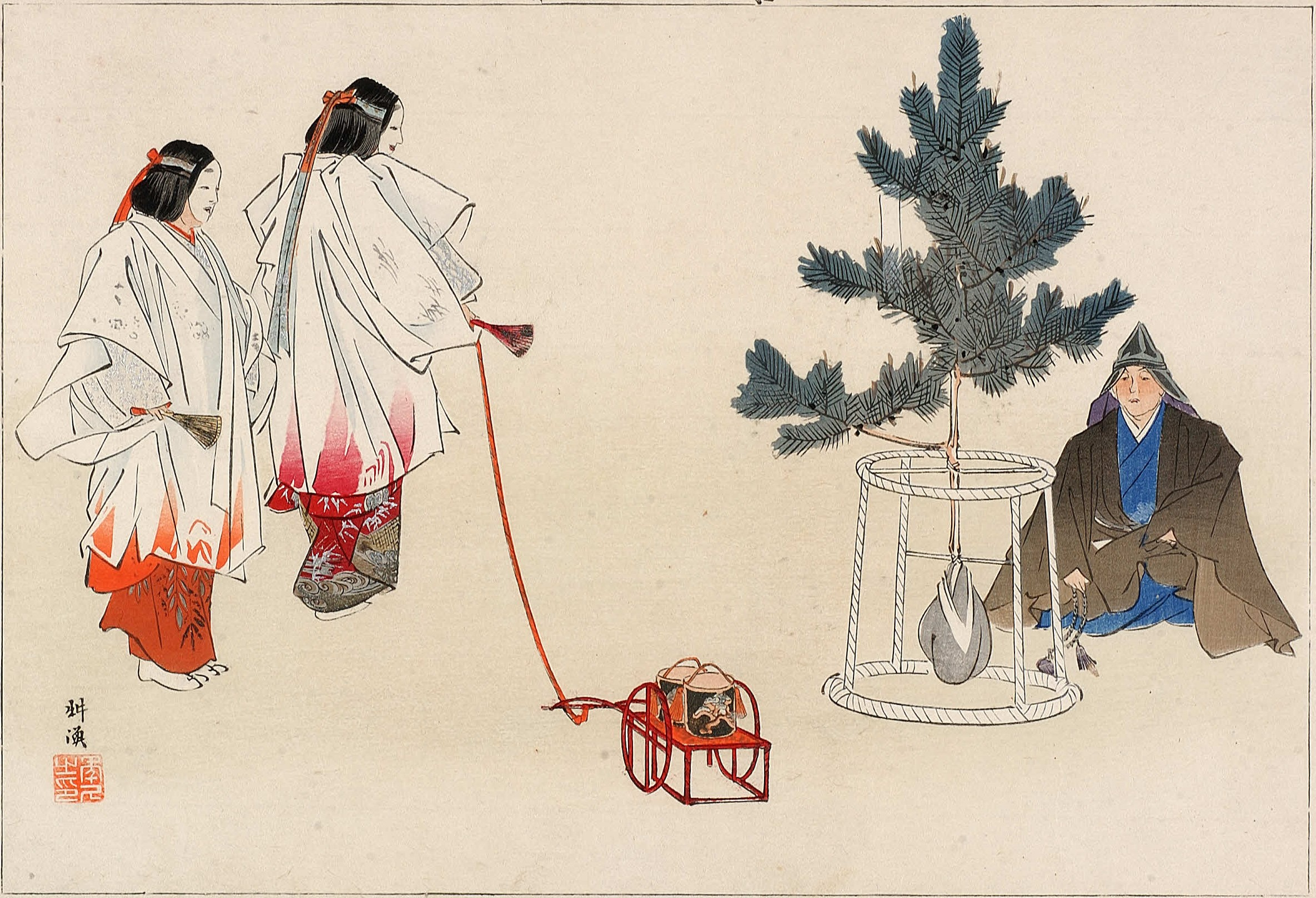
Als Honda das Nō-Theaterstück Matsukaze besucht, zweifelt er an dem Konzept von Reinkarnationen.

Baron Shinkawa veranstaltet ein Bankett in seiner Villa in Karuizawa. Fünf Paare sitzen und reden in seinem Garten: die Matsugaes, die Shinkawas, die Kuraharas, die Matsudairas und der Staatsminister mitsamt seiner Ehefrau. Sie diskutieren in langen Gesprächen über zeitgenössische Ereignisse und offenbaren dabei nicht nur Kuraharas geizige Natur, sondern auch das Schicksal der Matsugae-Familie: Nach der geplatzten Hochzeit und Kiyoakis Tod verlor die Familie durch den steigenden westlichen Einfluss an Bedeutung und der Marquis Matsugae verfügt nicht einmal mehr über einen Leibwächter.
Isao hat eine Audienz bei Prinz Toin. Sein Vater Iinuma ist dagegen, da er unterbewusst diesen für Kioyakis Tod verantwortlich macht. In dem langen Gespräch offenbart der Prinz seine Abneigung zum aktuellen Adel. Isao nutzt diese Chance, steckt ihm das Buch Der Göttersturm-Bund: ein historischer Bericht von Tsunanori Yamao zu und erklärt im Detail seine Hingabe zu Bushidō, dem Verhaltenskodex der Samurai.
In der Zwischenzeit konnte Isao zwanzig weitere Männer für seine Ziele rekrutieren und seine Freunde Izutsu und Sagara haben sich intensiv mit Sprengstoff auseinandergesetzt. Zwei Wochen vor Sommerferienende sendet Isao seinen Männern ein Telegramm und bestellt sie zu einem wichtigen Treffen am Schulschrein um 18 Uhr. Alle erscheinen und sind schockiert zu erfahren, dass es sich lediglich um eine Übung handelt; drei von ihnen verlassen den Platz wutentbrannt und fluchend. Isao hatte genau dies geplant und lässt die verbleibenden Männer auf ihre bedingungslose Treue schwören. Zu seiner Überraschung erscheint auch Makiko und lädt die Gefolgschaft auf ein Abendessen in einem Luxusrestaurant in Shibuya ein.
Honda besucht mit seiner Ehefrau Rié das Nō-Theaterstück Matsukaze in Osaka. Während er die beiden gespenstischen Frauen beobachtet, wie sie Seewasser aus einem Kinderwagen schöpfen, beschließt Honda für sich, dass seine Trauer um Kiyoaki ihn getäuscht hat und er selbst seinen Emotionen verfallen ist. Für ihn erscheint es in keiner Hinsicht logisch, dass es eine Verbindung zwischen Kiyoaki und Isao gibt.

### Kapitel 20–30 (Vorbereitungen und Verrat)

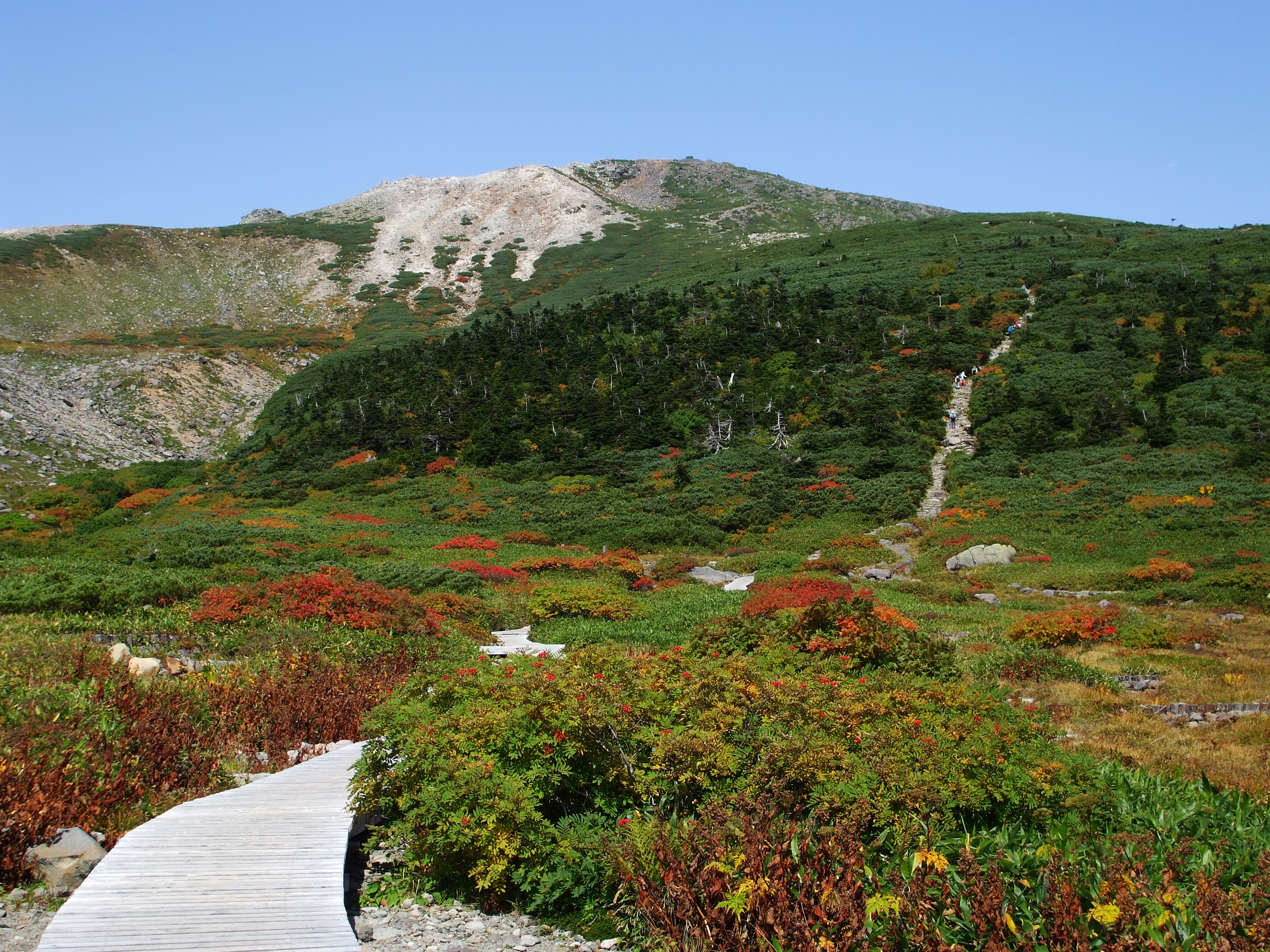
Am Tag vor dem geplanten Attentat küssen sich Makiko und Isao im schönen Hakusan Park. Kurz später wird er verraten und festgenommen.

Oktober 1932: Isao und Sawa sind zum 77. Geburtstag von Herrn Koyama eingeladen. Während er seine Wäsche aufhängt, fragt Sawa Isao, ob er ihm und der „Studentengruppe“ in Meister Kaidos Trainingslager, beginnend ab dem 20. Oktober, beiwohnen kann. Isao antwortet nicht. Sawa brüht dem jungen Krieger einen Tee und erzählt, wie dessen Vater Iinuma geholfen hat, 50.000 Yen von einer Zeitungsredaktions zu erpressen. Seinen Anteil von 10.000 Yen nutzte er, um die Akademie in Stand zu halten. Isao ist enttäuscht, aber nicht schockiert, ehe Sawa ihn ohne Erklärung warnt, er könnte Kurahara nicht verletzen, ohne dabei seinen Vater zu verraten. Isao fürchtet, Kurahara könnte ein heimlicher Investor der Akademie sein und bedroht Sawa, ihm mehr zu erzählen. Sawa fleht Isao an, stattdessen Kurahara töten zu dürfen, doch dieser lächelt nur und streitet ab, in ein Komplott verwickelt zu sein.
Honda besucht am Freitag, den 21. Oktober 1932 eine juristische Konferenz in Tokio und am folgenden Sonntag zusammen mit Iinuma dessen Sohn am Trainingslager in Yanagawa. Als sie ankommen, ist Isao nicht zugegen. Er geriet in einen Streit mit Meister Kaido wegen dessen offener Unterstützung des Buddhismus und tötete als Zeichen seiner Ablehnung ein Tier, bevor er verschwand. Honda schließt sich dem Suchtrupp an und bemerkt, dass er einen von Kiyoakis Träumen nachspielt.
Isao veranstaltet ein heimliches Treffen am Montag Nachmittag und präsentiert den anderen Männern seinen ausgearbeiteten Plan für eine Shōwa-Restauration.
„Wir geben dem Kaiser seine alte Macht wieder, indem wir alle Regierungszweige zurück unter seine Kontrolle bringen. Dafür müssen wir:

1. Tokios sechs Stromnetze zerstören.
2. Baron Tōru Shinkawa, Juemon Nagasaki und Busuké Kurahara töten.
3. Die Bank of Japan in die Luft sprengen, damit der Ausnahmezustand ausgerufen wird und der Kaiser damit das Sagen bekommt.
4. Seppuku begehen.“

Der Plan nennt ausdrücklich Leutnant Hori und Prinz Toin. Der zufällig gewählte Tag des Putsches ist der 3. Dezember 1932. Sawa gibt ihnen für die Vorbereitung 1000 Yen, die er vermeintlich aus seinem verkauften Land schöpfen konnte.
Honda besucht Kiyoakis Grab, bevor er nach Osaka zurückkehrt. Am 7. November ruft Leutnant Hori Isao zu sich und beichtet ihm, zum 15. November in die Mandschurei verlegt zu werden. Als Hori vermehrt Isao bittet, den Putsch auf diese Woche vorzuziehen – ein völlig unrealistisches Vorhaben – vermutet Isao, dass der Leutnant kein Teil mehr sein möchte. Seine Zweifel bestätigen sich, als Hori Isao plötzlich anfleht, den Komplott abzusagen; dieser spielt vor, überzeugt zu sein. In einem gemieteten Haus in Yotsua, dem neuen Hauptquartier der Gruppe, versucht Isao verzweifelt, seinen Plan noch irgendwie zu retten. Seyama, Tsujimura und Ui diskutieren mit ihm und werden aus der Gruppe ausgeschlossen. Es sind nur noch zehn Tage übrig, sodass Isao sich entscheidet, Sawa doch am Komplott teilhaben zu lassen. Von diesem stammt der neue Plan: jeder der zwölf Mitglieder soll einen Kapitalisten töten; Sawa kümmert sich um Kurahara und Isao um Baron Shinkawa.
Isao besucht Generalleutnant Kiko und dessen Tochter Makiko am 29. November, um sich von ihnen zu verabschieden. Nachdem er sein Geschenk, frische Austern, auf dem Küchentisch ablegt, macht er sich auf den Weg. Zu seinem Überraschen folgt ihm Makiko, die seinen Willen zu sterben erkannt hat, und beide küssen sich im schönen Hakusan-Park. Makiko verspricht ihm, jedem der Mitglieder am Tag vor den Putsch einen Talisman zu basteln, doch Isao lehnt das Angebot ab und verweist auf die Lilienblätter, die seine Männer mit sich tragen.
Am Morgen des 1. Dezembers trifft sich die Gruppe in ihrem Hauptquartier und präsentiert sich die neu gekauften Schwerter, mit denen sie die Operation durchführen wollen. Doch nur wenig später stürmen Polizeibeamte das Gebäude und nehmen alle Beteiligten fest. Am selben Nachmittag wird Sawa in der Akademie verhaftet.

### Kapitel 31–37 (Strafverfahren)

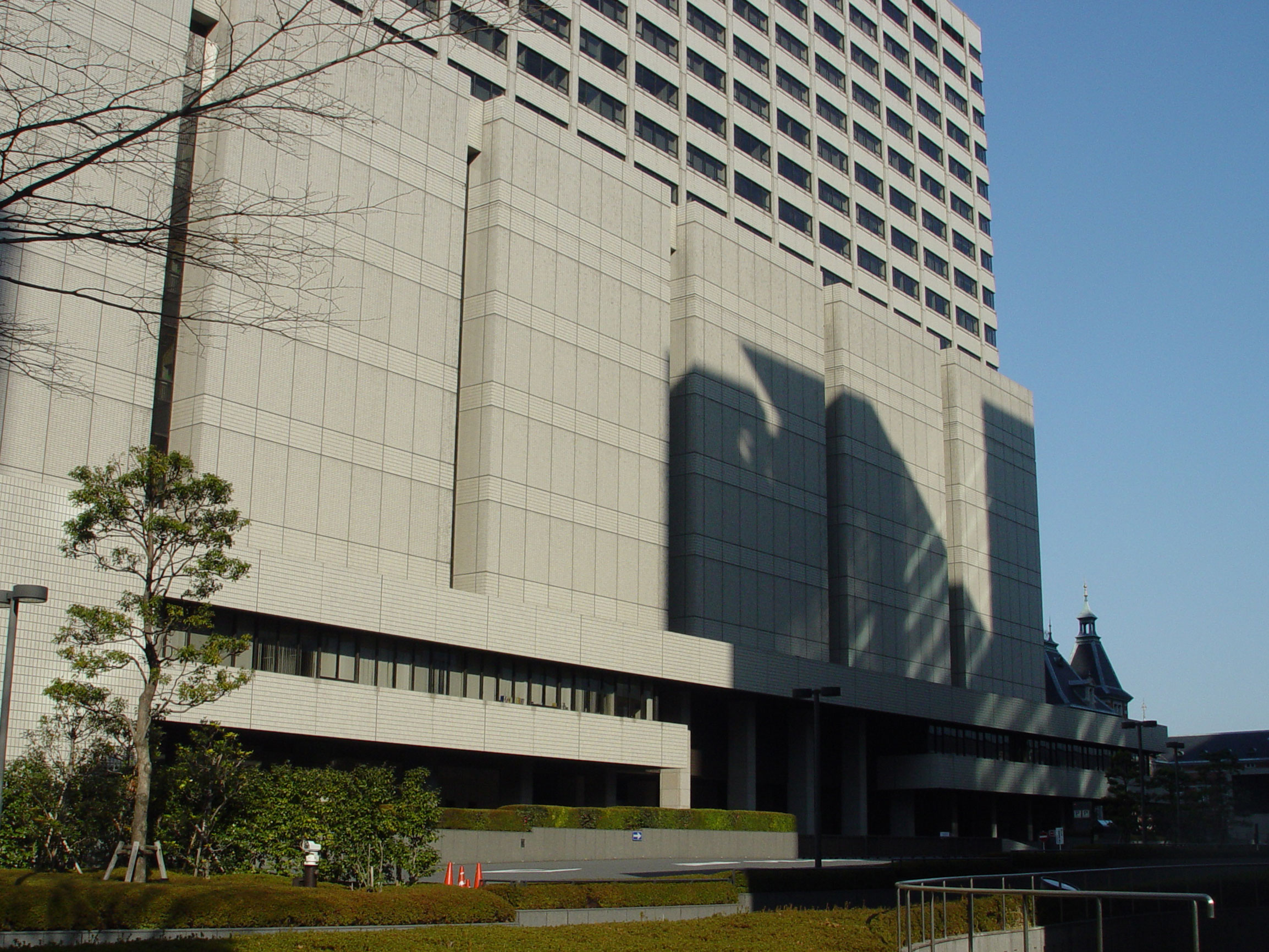
Die Strafverhandlung findet im Bezirksgericht Tokio statt.

Als Honda von Isao und seinem gescheiterten Plan in der Zeitung liest, hängt er seinen Beruf als Richter an den Nagel und entscheidet sich, als Strafverteidiger tätig zu werden. In Tokio trifft er auf Iinuma, der ihn aus tiefsten Herzen dankt und gesteht, er habe die Polizei verständigt, um seinen Sohn vor dem Tod zu retten. Auf Anfrage besucht Honda Prinz Toin in seinem Anwesen am 30. Dezember und bespricht den Vorfall. Der Prinz äußert seine Sympathie für die zwölf Rebellen, verlor aber sein Interesse, ihnen zu helfen, als ihm zugetragen wurde, sein Name stehe in den Propaganda-Flugblättern der Männer.
Im späten Januar wird Isao ins Ichigaya-Gefängnis versetzt und hat dort einen lebhaften, prophetischen Traum, der nochmals Ereignisse aus späteren Bändern der Tetralogie andeutet. Er erfährt von einem Wärter, dass Honda sein Verteidiger ist und der größte Teil der japanischen Bevölkerung hinter ihm steht. Während einer Vernehmung hört er, wie die benachbarten Kommunisten gefoltert werden und fragt den Beamten, wieso nicht auch er gefoltert wird. Dieser antwortet: „Als Rechter hast du dein Herz am rechten Fleck.“ Im Juni erhält er eine Lilie, die Makiko am Saigusa-Fest in Nara für ihn gepflückt hat. Prozessbeginn ist der 25. Juni. Sämtliche Spuren der Flugblätter wurden mit Hilfe des Prinzen zerstört und es wird deutlich, dass Leutnant Hori vermutlich nicht angeklagt werden wird. Für seine Recherche liest Honda über den Putsch in Siam 1933, durch welchen das Land in eine konstitutionelle Monarchie unter der Führung von Phot Phahonyothin umgestürzt wurde.
Am zweiten Verhandlungstag, dem 19. Juli 1933, gesteht Isao offen seinen Plan. Honda versucht die Situation zu retten, indem er den Zeugen Izutsu befragt und diesen sagen lässt, die gekauften Dolche eigneten sich wesentlich besser für Seppuku als für Mord. Der Gasthauseigentümer Kitazaki wird in den Zeugenstand berufen. Er beschwört, Leutnant Hori gehört zu haben, wie dieser zu einem anderen Mann „Lass es bleiben“ gesagt hat. Als er die Person identifizieren soll, zeigt er mit seinem Finger auf Isao. Seine Beschreibung suggeriert jedoch, dass er diesen mit Kiyoaki verwechselt, weshalb das Gericht ihn als senil und seine Zeugenaussage als unglaubwürdig abtut. Lediglich Honda versteht die Wichtigkeit der Verwechslung von Kiyoaki und Isao, bewahrt aber Stillschweigen.
Makiko wird als Nächstes in den Zeugenstand berufen und liest dort einen gefälschten Tagebucheintrag, angeblich vom 29. November, vor. Sie trägt vor, dass Isao nicht bloß die Planungen absagen wollte, sondern nicht mehr als ein naiver Schuljunge sei, völlig fehlgeleitet durch seine Impulsivität und Unreife. Sie hofft, dass Isao seine Ideale hinten dran stellt und der Lüge beipflichtet, um sich zu retten; schließlich kann er ihrer Aussage nicht widersprechen, ohne sie des (vor Gericht strafbaren) Meineides zu überführen. Isao wählt den Mittelweg und lügt, er habe ihr tatsächlich erzählt, er wolle die Unternehmungen abbrechen; dies sei jedoch nur geschehen, um ihr die Konsequenzen seines Handelns zu ersparen.
Der Richter, der zunehmend Sympathien für Isao entwickelt, gestattet ihm, seine Motive zu erläutern. Motiviert beginnt dieser eine lange Rede über das Leid des einfachen Volkes und der Notwendigkeit, den tödlichen Geist des modernen Japans zu zerstören, bevor es zu spät ist.

### Kapitel 38–40 (Attentat und Tod)

Mit Blick auf das Meer begeht Isao im Alter von 20 Jahren Seppuku.

Das Urteil wird am 26. Dezember gesprochen: die Gruppe wird schuldig gesprochen, die Strafe wird wegen ihres Alters und ihrer Motive jedoch gemäß Artikel 201 des japanischen Strafgesetzbuches erlassen. Honda freut sich tatsächlich über die Entscheidung, da die Staatsanwaltschaft sonst vermutlich Berufung eingelegt hätte.
Am Nachmittag wird das erfreuliche Urteil durch ein Festessen in der „Akademie des Patriotismus“ zelebriert. Trotz allem hat Isao seinen „zielstrebigen Blick“ verloren und scheint eher ernüchtert als glücklich über die Situation zu sein. Tsumura, der jüngste Schüler, zeigt Isao einen Zeitungsartikel über antishintoistische, blasphemische Äußerungen, die Kurahara am 16. Dezember am Ise-jingū tätigte.
Im angetrunkenen Zustand gesteht Iinuma, dass er der Informant war. Isao ist nicht überrascht, bis Iinuma weiterredet und erzählt, die Akademie sei gänzlich durch das Geld von Kurahara finanziert. Im Gegenzug versprach er ihm Schutz. Später am Abend hört Honda Isao im Schlaf murmeln: „Weit im Süden. Sehr warm… im aufsteigenden Sonnenschein eines südlichen Landes.“ Er weiß, dass dieser seine neue Reinkarnation – die im Tempel der Morgendämmerung – voraussagt.
Am nächsten Morgen trifft sich Isao mit Tsuboi, der ihn darum bittet, seinen Kindern Kendō beizubringen. Er habe einen Traum gehabt, dass Isao Spaß daran finden und dem bis ins hohe Alter nachgehen werde; Sawa entgegnet, er überlege es sich; der Gedanke ans hohe Alter ekelt ihn aber an. Sawa beginnt mit Isao ein Gespräch unter vier Augen und verrät ihm, dass es Makiko war, die Iinuma den Plan über Telefon mitteilte. Der Gedanke, ihren Geliebten so jung sterben zu sehen, konnte sie nicht ertragen. Isao, ohnehin schon mit Zorn zerfressen, sieht dies als letztes Zeichen und wendet sich ab.
Am nächsten Tag, den 29. Dezember, verabschiedet sich Isao frühzeitig vom Laternenumzug mit Sawa. Er kauft in einem renommierten Geschäft einen Dolch und reist nach Inamura, einem kleinen Fischerdorf nahe Atami in Shizuoka. Am Abend bricht er in die Ferienwohnung Kuraharas ein und sticht diesen mit mehreren Stichen nieder, bis dieser durch seine starken Blutungen stirbt. Nach einem letzten Gebet spaziert er in einem schönen Mandarinengarten und genießt seine Umgebung und die frische Luft. Er setzt sich an die Küste, blickt zum Meer hinaus und begeht Seppuku.

## Formalia

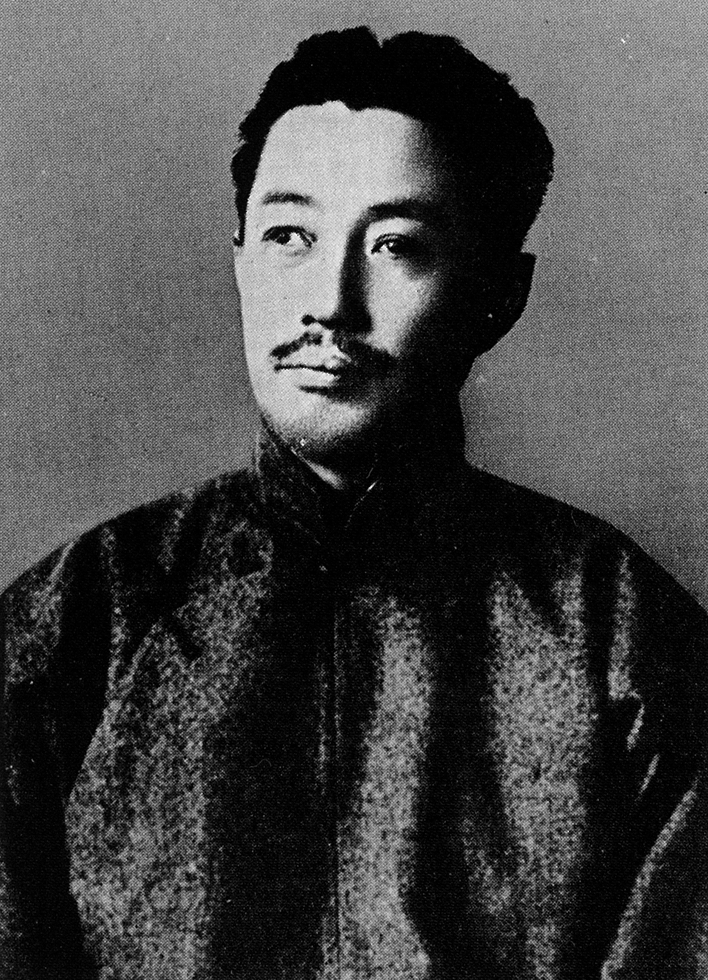
Der Schreibstil des fiktiven Buches Der Göttersturm-Bund ist angelehnt an die Schriften Kita Ikkis.

### Erzählform
Die Geschichte wird wie sein Vorgänger durch einen auktorialen, das heißt allwissenden, aber zugleich distanzierten Erzähler in der 3. Person geschildert. Die Distanziertheit des Erzählers nutzte Mishima nach eigenen Worten, um „keine Propaganda zu betreiben, sondern eine objektive Sichtweise auf die Gründe und Wirkung von Extremismus zu bieten.“
Es handelt sich mithin um eine gleichermaßen soziologische wie auch politische Abhandlung. Die soziologischen Aspekte werden vor allem durch die stetige Verwestlichung der japanischen Bevölkerung und die Reaktionen auf Isaos Komplott dargestellt. Während Mishima bei Schnee im Frühling vor allem den gesellschaftlichen Wandel in der Oberschicht karikierte, liegt der Fokus bei diesem Roman vor allem bei den unteren Schichten, namentlich den Landwirten. Die politischen Aspekte zeigen sich vor allem in den verschiedenen historischen Ereignissen und dadurch, dass Mishima seine persönlichen politischen Ansichten nicht wie bei Schnee im Frühling metaphorisch, sondern durch Isao explizit in dem Roman verewigte.

### Struktur
Grundsätzlich folgt der Roman einem klassischen Aufbau ohne Happy End: Isao plant und rekrutiert für sein Attentat, er wird gefasst und kämpft vor Gericht um sein Leben, er wird freigelassen, entscheidet sich aber in einer spektakulären Endszene dennoch, den Großkapitalisten und danach sich selbst zu töten. Im Prozess ändert sich nicht bloß seine Persönlichkeit, sondern auch die von Honda, der zum ersten Mal seit dem Tod Kioyakis wieder mit Irrationalismus konfrontiert wird und in Folge der Reinkarnation sein eigenes pragmatisches Weltbild hinterfragt.
Ein großer Einschnitt in die Struktur erfolgt durch den fiktiven Roman Der Göttersturm-Bund: ein historischer Bericht von Tsunanori Yamao, der in Kapitel 8 und 9 vollständig abgedruckt ist. So wie Mishima bei Schnee im Frühling eine Fotografie als Anknüpfungspunkt genutzt hat, ist es dieses Mal der Roman auf den Isao und der Erzähler immer wieder verweist und der vor allem Isaos Wunsch nach der Shōwa-Restauration weckte.

### Sprache
Mishima war es, wie beim Rest der Tetralogie, ein hohes Anliegen, historisch akkurat zu sein. Die Figuren in Unter dem Sturmgott sprechen demnach im tatsächlich Sprachduktus der frühen 1930er Jahre. Dieser zeichnet sich vor allem durch die unterschiedliche Wortwahl des einfachen Volkes im Vergleich zu den Zaibatsu aus.

## Themen (Auswahl)
Unter dem Sturmgott ist bis heute weltweit, aber vor allem innerhalb Japans, Gegenstand zahlreicher Analysen, Interpretationen und Abhandlungen. Die aufgelisteten Themen sind folglich keinesfalls abschließend, sondern lediglich die prominentesten.

### Sozialer Wandel Japans

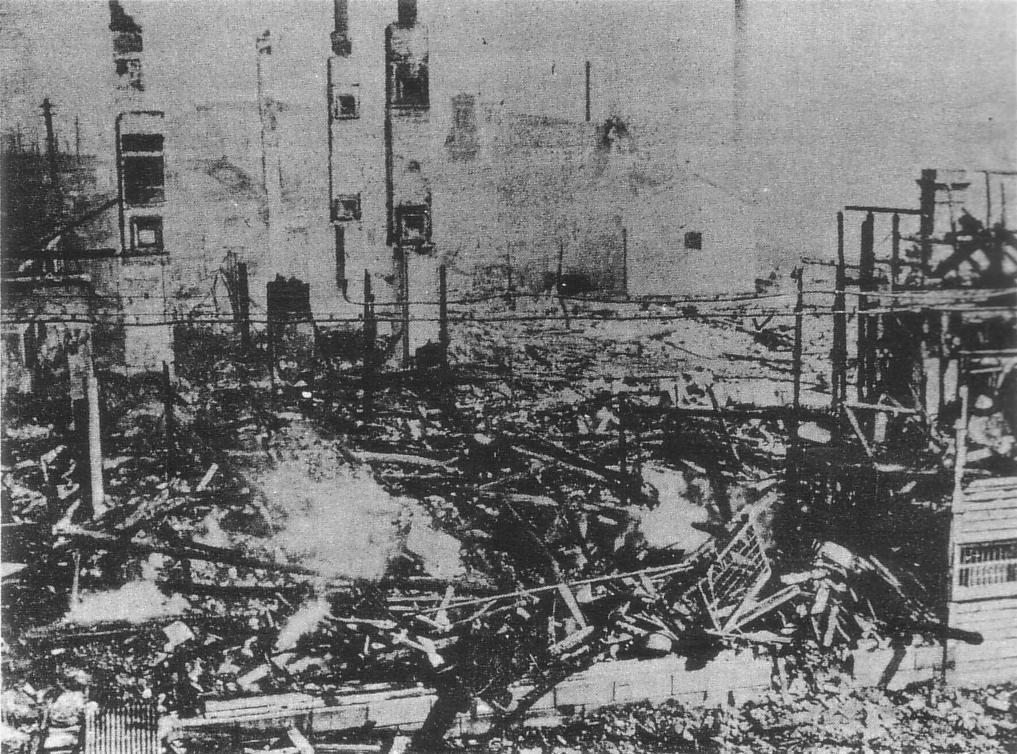
Niedergebrannte Häuser in Kobe durch wütende Landwirte während der Reisunruhen.

Mishimas Roman beschreibt die „Korruption der Post-Meiji-Zeit“, den Zwiespalt in der japanischen Bevölkerung aufgrund von Verwestlichung und die zunehmende Schwierigkeit, eine eigene Identität zu finden. Dieser gesellschaftliche Umsturz knüpft sich nahtlos an die eintretende Verwestlichung in Schnee im Frühling an, bei der jedoch der größte Teil der Bevölkerung nach wie vor der japanischen Tradition unterlag und lediglich die Vorteile der Modernisierung begrüßte.
Im Japan der 1930er Jahre war es bereits anders und vor allem die Oberschicht, welche durch die Öffnung zum Westen Profit schlug, positionierte sich zunehmend prowestlich und antijapanisch, während die Unterschicht aufgrund der Wirtschaftskrise und Hungersnöte zunehmend nationalistischen Ideen anhing. Nicht zuletzt deswegen stößt Isaos geplantes Attentat auf viel Zustimmung in der Bevölkerung, die primär aus dem einfachen Volk besteht und seine Vision, die Verwestlichung zu bekämpfen und den Tennō wiedereinzusetzen, unterstützt. Mishima zeigt an mehreren Stellen die aufkommende Frustration des einfachen Volkes, namentlich der Landwirte, die obgleich sie die Mehrheit im Land darstellen, sich nicht gegen die Interessen der Großkapitalisten und prowestlichen Politiker stellen können.
Die Korruption der Post-Meiji-Zeit hat aber noch schwerwiegendere gesellschaftliche Wirkungen: Radikalisierung. Mishima selbst bezeichnete Unter dem Sturmgott als objektive Betrachtung von Extremismus und tatsächlich umschreibt der distanzierte Erzähler die Motivation der ärmeren Bevölkerung, zunehmend radikaler zu werden, in einer nüchternen Weise. Leute wie Isao sehen die Entfernung der Politik vom einfachen Volke und den japanischen Wurzeln als Beweis, dass in einer solchen Zeit mehr denn je einer Meinung nur Gehör verschafft werden kann, wenn diese durch Gewalt kundgetan wird. Die Kapitalisten und Politiker, welche die Gesellschaft ungefragt in eine westliche Richtung drängen, haben erfolgreich den Kaiser entthront, sodass dieser nicht in die Fehlentwicklung intervenieren kann. Dies obliegt folglich nun dem Volke.
Der gesellschaftliche Konflikt, das alte, imperialistische Japan zu ehren und zugleich offen für einen neuen Lebensstil zu sein, zeigt sich in Honda. Auch dieser hat Schwierigkeiten, seine Rolle als Richter im neuen juristischen System – das ebenso von Korruption durchseucht ist wie die „kapitalistische Politik“ – zu akzeptieren und sehnt sich nach der traditionellen, ritualistischen Weise des alten Japans. Die Gesellschaftsschicht, die sich den neuen, von oben diktierten Verhaltensweisen nicht anpassen kann, fällt vermehrt in Verzweiflung oder sieht ihren einzigen Ausweg, wie Isao, im Suizid.

### „Zu wissen und nicht zu handeln, ist nicht wirklich zu wissen“

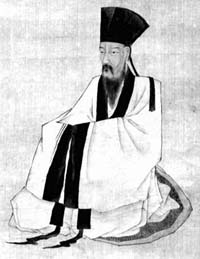
Wang Shouren war eine große Inspiration für Mishima und folglich auch für Isao.

Der Richter fragt Isao, weshalb dieser seinen Patriotismus nicht bloß als persönlichen Glaubenssatz lebt, sondern in Form radikaler Aktionen Anderen aufbürden muss. Dieser bezieht sich daraufhin auf die von Wang Shouren entwickelte Philosophie „Zu wissen und nicht zu handeln, ist nicht wirklich zu wissen“:

„Ja, euer Ehren. In der Philosophie Wang Yangmings gibt es ein Konzept namens "Kongruenz zwischen Gedanke und Handlung": „Zu wissen und nicht zu handeln, ist nicht wirklich zu wissen.“
Und es war diese Philosophie, die ich in die Tat umsetzen wollte. Wer über die Dekadenz des modernen Japans Bescheid weiß, die aufziehenden dunklen Wolken, der mittellose Stand der Landwirte und die Verzweiflung der Armen, wer weiß, dass all dies durch die politische Korruption und die unpatriotische Natur der Zaibatsu begründet wird, solche die aus der Korruption gedeihen, wer weiß, dass hierin die Wurzel des Bösen liegt, die das Licht unseres allerheiligen Kaisers erlöscht, für den wird die Bedeutung von „Zu wissen und nicht zu handeln, ist nicht wirklich zu wissen“ selbsterklärend.“

Auch Mishima selbst äußerte sich in der Vergangenheit vermehrt positiv gegenüber den Lehren Wang Shourens und schrieb sogar einen Aufsatz mit dem Namen Unterricht über unethische Erziehung, in der er die Philosophie erklärt. Sein eigener Tod im Jahre 1970 kann unter dem Grundsatz beleuchtet werden: Seinen engen Freunden nach glaubte Mishima selbst nicht an den Erfolg seines Putschversuches. Dennoch war ihm bewusst, dass er es nie wirklich wissen würde, wenn er es nicht probierte. Am Ende hat sich sein Zweifel zwar bestätigt und der Putsch scheiterte, dennoch hatte er das Gefühl, nach seinen Prinzipien sterben zu können.

### „Heroischer Tod“
In seiner 2021 publizierten Dissertation Sterben, wenn Sterben das Richtige ist: Zur Suizidethik in deutschsprachiger und japanischer Literatur bezeichnet Derrik H. Sabau die ethische Rechtfertigung des Suizids als „Hauptthema dieses Romans.“ Mishima legitimiere das – vor allem im Westen verpönte – Konzept eines Suizids, indem er gewissen Suiziden eine heroische und damit legitime Natur zuweist.
Isaos Grund für das Attentat liegt in der „irreversiblen Zerstörung der japanischen Kultur durch Einflüsse des Westens, von denen vor allem der Kapitalismus und der Kommunismus als Feindbilder ausgelegt werden.“ Der im Anschluss geplante rituelle Suizid durch Seppuku ist nicht bloß die „einzige Konstante, auf die sich Isao mit seinen Kameraden“ einigen kann, sondern wird auch durch Naturbeschreibungen romantisiert:

„[Es] würde in der Morgendämmerung der Wind in den Kiefern singen, würde die schneidend kalte Meeresbrise eines Wintermorgens gegen seinen entblößten Leib andringen; irgendwo würde es ihn geben, jenen Platz, an dem die schließlich heraufsteigende Sonne seinen blutigen Leichnam und den Stamm einer Rotkiefer purpur beglänzte.“

Zentrales Komponente, um einen „heroischen Suizid“ zu sterben, ist bei Isao die sogenannte „Lauterkeit“ und damit verbundene Loyalitätspflicht. Hierbei differenziert er streng zwischen einem loyalen Suizid, der als heroisches Optimum ausgelegt wird und einem solchen, der lediglich einer Vermeidung von Leid dient:

„Als jedoch der Vollzugsbeamte die Muttermale an seiner Seite mit den Fingern berührte und sie kurz anzupfte, wurde er sich aufs neue bewusst, dass er nie imstande wäre, aus einer Demütigung heraus Selbstmord zu begehen. […] Doch der Tod von eigener Hand war für Isao nach wie vor die Idee von etwas Besonderem, Reinem, Erhabenem jenseits aller Zwänge.“

### Spiritualität
Die Bedeutung der Spiritualität und des Einklangs mit den Göttern des Shintō wird an mehreren Stellen des Romans thematisiert. In dem fiktiven Werk Der Göttersturm-Bund obliegt es dem Priester Oen durch das „Ukei-Ritual“ darüber zu entscheiden, ob die Rebellen des Attentat auf die Meiji-Regierung ausüben oder nicht. Er trägt die Entscheidungsmacht, da er spirituell mit den Göttern im Verbund steht.
Isao hingegen fehlt jedwede göttliche Berechtigung, um über den richtigen Zeitpunkt des Attentats entscheiden zu können. Im Gegensatz zu der Erzählung ist ein Priester nicht zugegen, sodass die Gruppe einen völlig willkürlichen, nicht durch die Götter abgesegneten Zeitpunkt wählt:

„Aber die Götter ließen weder ein Ja noch ein Nein erkennen. […] Isao fürchtete nicht, dass er lügen könnte. Und zweifellos ist es eine Vermessenheit, wenn Dinge, die die Götter weder als Lüge noch als Wahrheit ausgewiesen haben, von Menschen völlig unberechtigterweise für erlogen gehalten werden. Isao musste eben, wie der Vogel seine Jungen füttert, rasch etwas beibringen.“

Diese Willkürlichkeit scheint nunmehr der Grund für das Scheitern der Revolte zu sein.

### Korruption des Alters versus Reinheit der Jugend

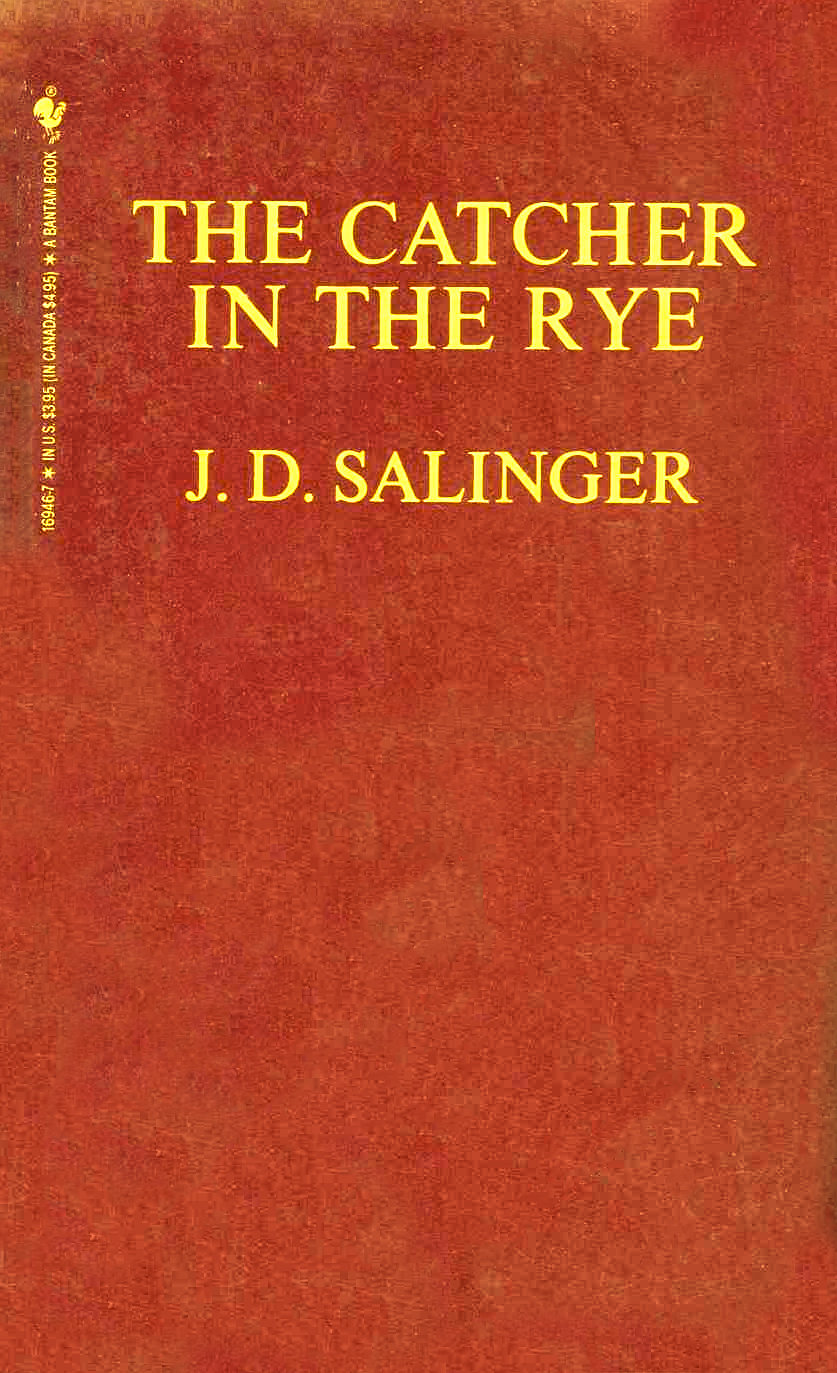
Isao wurde vermehrt mit Holden Caulfield, dem Protagonisten aus Der Fänger im Roggen, verglichen.

Wenngleich Mishimas Vision beträchtlich düsterer, vieldeutiger und komplexer ist als die von J. D. Salinger, teilen sich beide Autoren das Thema der Korruption des Alten gegenüber der Reinheit des Heranwachsenden.
Isao wurde von einigen Literaten mit Holden Caulfield, dem Protagonisten aus Salingers Der Fänger im Roggen, verglichen. Beide teilen ihre Missachtung für die Doppelzüngigkeit und Heuchlerei der Erwachsenen sowie die Hässlichkeit erwachsener Sexualität. Unterschiede finden sich hingegen in ihrem Mut, ihrem Charisma, ihren Führungsqualitäten, ihrer Intelligenz, ihrer Sportlichkeit, ihrer Hingabe zur Vergangenheit und nicht zuletzt ihren Willen, sich für ein „höheres Gut“ zu opfern.
Diese Glaubensgrundsätze korrelieren mit Mishimas eigener Abneigung zum Altern. Er warf älteren Menschen vor, von Wörtern „korrumpiert“ zu sein und empfand ihren „äußeren Zerfall“ als anwidernd. Für seinen Suizid beschloss er, an seinem optischen und geistigen Optimum zu sterben. Diese Ideen werden prominenter in seiner Schrift Sonne und Stahl behandelt:

„Ich hegte einen romantischen Impuls zum Tod, gleichzeitig benötigte ich einen strikten, klassischen Körper als seinen Träger. Ein seltsamer Einschlag vom Schicksal erweckte in mir die Sorge, dass mein romantischer Impuls aufgrund meiner fehlenden physischen Qualifikationen unerfüllt blieb. Ein mächtiger, tragischer Rahmen und skulpturgleiche Muskeln waren notwendig für einen romantischen, ehrenwerten Tod. Jede Begegnung des Todes mit schwachem, schlaffen Fleisch erschien mir sinnwidrig unangemessen.“

### Nihilismus
Der ungarische Philosoph Adam Lovasz bezeichnete Isaos letzte Akte als nihilistisch, da er sie vollführt, obwohl er über ihre Falschheit und Sinnlosigkeit Bescheid weiß. In anderen Worten handelt es sich um einen wesentlich tiefgründigeren Suizid, als der, den er ursprünglich geplant hatte. Hierfür zog der Autor vergleiche mit Martin Heideggers existenzialistischer Philosophie und dessen Glorifizierung des Todes.
Professor Roy Starrs konkretisiert diese Gedanken in seinem Buch Deadly Dialectics: Sex, Vioelcen and Nihilism in the World of Yukio Mishima. Sowohl Honda als auch Isao folgen nihilistischen Idealen, wenn auch in anderer Form. Isaos Nihilismus, im Roman vermehrt durch Referenzen auf den griechischen Gott Dionysos dargestellt, führt zum rapiden Anstieg seiner Leidenschaft und resultiert in einem extremen Drang der Selbstzerstörung. In dieser Hinsicht gleicht er auch seinem früheren Ich Kioyaki; beide repräsentieren „Aktiven Nihilismus“. Honda, als rationaler Gegenpol zu Isaos Leidenschaft, repräsentiert hingegen „Passiven Nihilismus“. Auch er ist vermehrt von der Sinnlosigkeit der Welt überzeugt, greift jedoch nicht zur Tat, sondern versucht sich diese Sinnlosigkeit zu rationalisieren. Mishima benutzt im Bezug auf Honda demnach häufig den Gott Apollon.
Der Kontrast zwischen den beiden und ihrer nihilistischen Lebensphilosophie wird auch durch ihre Glaubensrichtungen porträtiert. Isao ist Shintoist und dementsprechend allem Zeremoniellen ergeben: Er achtet darauf seine Ideale stets in Form ritualisierter Aktionen auszuführen und lehnt den Gedanken an ein Leben nach dem Tod ab. Folglich fokussiert er jede seine Handlungen auf das Diesseits, da er an ein Jenseits nicht glaubt.
Honda hingegen ist fasziniert vom Buddhismus, in dem die Seelenwanderung ein wichtiges Konzept darstellt. Die Seele ist nach buddhistischer Lehre nichts Besonderes, wodurch der Religion stets eine passive Traurigkeit zugeschrieben steht. Diese wird unter anderem in dem Nō-Theaterstück verdeutlicht, das Honda in Osaka besucht: „Wie kurz wir in dieser traurigen Welt doch leben. Wie flüchtig.“ Menschen leiden in der Welt, nur um zu sterben, wiedergeboren zu werden, wieder zu leiden und wieder zu sterben. Deswegen lehnen Isao und seine Gruppierung den Buddhismus auch strikt ab. Für sie korrumpiert er die japanische Seele und reduziert das Volk auf Passivität.

### Konflikt zwischen Buddhismus und Shintoismus
Shintō und Buddhismus sind die bedeutendsten Religionen Japans und aufgrund ihrer langen gemeinsamen Geschichte nicht immer leicht zu unterscheiden. Viele Japaner folgen beiden Religionen, wobei sich die Jugend häufiger dem Shintō und die Älteren eher dem Buddhismus zugehörig fühlen. Ein volkstümliches Sprichwort besagt demnach: „Die Japaner werden als Shintoisten geboren und sterben als Buddhisten.“
Trotz der engen Verflechtung wurde der Buddhismus vor allem durch rechte Gruppierungen häufig abgelehnt. Auch Isao bezeichnet diesen als „fremde Beschmutzung der japanischen Urreligion“ und spricht sich offen für eine Verbannung des Buddhismus aus Japan (Haibutsu kishaku) aus:

„Da noch vor dem Eindringen der buddhistischen Lehre bereits der sogenannte konfuzianistische Weg von außen ins Land gekommen, waren die Sinne der Menschen schon vom Bösen verwirrt; so daß sich nun, als sich das buddhistische Märchen von Ursache und Wirkung verbreitete, die Herzen verzweichlichten und hoch und gering ohne Unterschied, durch diese Irrlehre verführte, vom wahren Glauben abzuweichen begann.“

Der Roman zeigt in Form des distanzierten, objektiven Erzählers die unzähligen Gründe für die Ablehnung des Buddhismus durch rechte Gruppen auf.

## Wichtigste Figuren

### Hauptfiguren

#### Isao Iinuma
Protagonist von Unter dem Sturmgott und erste Reinkarnation Kiyoakis. Bei seinem Tode ist er 20 Jahre alt, japanischer Kendō-Jugendmeister und der Sohn Shigeyuki Iinumas, des ehemaligen Hauslehrers Kiyoakis aus Schnee im Frühling. Zum Ende des Romans beginnt er kurzzeitig ein Stadtplanungs-Studium an der Universität Kokugakuin.
Er hat gebräunte Haut und stechende, schwarze Augen, die seine „Zielstrebigkeit“ verkörpern. Wie schon Kioyaki hat er drei untereinanderliegende Muttermale an der linken Seite seines Rückens. Er ist besessen von der Idee, eines „ehrenwerten Todes“ für seine Ideale zu sterben, und studiert intensiv die Traditionen und Verhaltensregeln der Samurai. Sein Lieblingsbuch ist deshalb die fiktive Abhandlung Der Göttersturm-Bund: ein historischer Bericht von Tsunanori Yamao.
Zusammen mit einer kleinen Gruppe junger Männer arbeitet er einen Plan aus, die führenden Kapitalisten Japans zu töten, die Zentralbank zu zerstören und die Macht zurück an den Kaiser zu bringen. Durch einen Informanten, seinen Vater Iinuma, schlägt der Plan fehl und die die Gruppe wird inhaftiert. Durch seinen Charme und seine herzliche Leidenschaft, mit der er für seine Ideale einsteht, bekommt Isao großen Zuspruch aus der japanischen Bevölkerung und seine Strafe wird erlassen.
Als er herausfindet, dass die Verräter seines Plans sein Vater und seine Geliebte waren, tötet er Japans mächtigsten Kapitalisten und begeht rituellen Suizid. Sein Wunsch, eines „ehrenwerten Todes“ zu sterben, scheint mithin vorrangig zu der eigentlichen politischen Reform.

#### Shigekuni Honda
Honda ist ein 38-jähriger Richter auf Probe am Appellationsgericht Osaka, glücklich mit Rié verheiratet, aber kinderlos. Im Gegensatz zu seinen Jugendjahren, die in Schnee im Frühling dargestellt sind, ist er zunehmend gelangweilt von seinem Leben, bis er den jungen Isao Iinuma kennenlernt.
Als Pragmatiker und Logiker kämpft er mit dem Gedanken, ob es sich bei Isao um die Reinkarnation seines ehemaligen besten Freundes Kioyaki handeln könnte. Seine Pläne diesen von seinem irrationalen, leidenschaftsgetriebenen Leben abzubringen, schlagen fehl, sodass er seinen Beruf aufgibt, um Isao als Strafverteidiger zu vertreten.

#### Shigeyuki Iinuma
43–44 Jahre alt, Vater von Isao und ehemaliger Hauslehrer von Kiyoaki. Nachdem er die Familie Matsueda verlassen hatte, heiratete er seine minderjährige Affäre Miné, schloss sich der rechten Gruppierung „Yasushijuku“ an und gründete die „Akademie des Patriotismus“, eine Schule, in welcher nationalistische Konzepte wie Kokutai und Yamato-damashii gelehrt werden.
Im Gegensatz zu seinen Jugendjahren ist er nicht mehr zurückhaltend, sondern extrovertiert und gesprächig. Um seine erkämpfte Rolle zu behalten, geht er einen Pakt mit dem Großkapitalisten Busuké Kurahara ein: Er verspricht ihm bedingungslosen Schutz und im Gegenzug finanziert dieser die Akademie. Als sein Sohn Kurahara töten möchte, verrät er ihn. Seine Motivation dafür ist gemischt: Zum einen möchte er nicht die finanzielle Unterstützung, die Schule und sein Prestige verlieren, zum anderen sorgt er sich um das Leben seines Sohnes.
Nachdem Kioyaki gestorben ist, wurde der zuvor abweisende Iinuma von Gewissensbissen geplagt. Er fühlte sich verantwortlich, in den sechs Jahren als Lehrer Kioyaki nicht von seinem Temperament abzubekommen. Umso mehr sorgt er sich, als Isao ihm das erste Mal vehement widerspricht, um den Prinzen Harunori zu treffen, da er befürchtet, sein Sohn könnte ihn ähnlich aus der Hand gleiten wie zuvor Kioyaki.

#### Makiko Kito
32–33 Jahre alt, Tochter des pensionierten Generalleutnants Kensuké Kito und spätere Geliebte Isaos. Sie wird als wunderschöne, stets gut gekleidete, freundliche und sensible Frau beschrieben. Obgleich sie am Anfang zu Isao aufgrund seines Idealismus hingezogen ist und demnach seinen Plan, die Kapitalisten zu töten, unterstützt, ist sie am Ende derart überwältigt von ihrer Liebe zu ihm, dass sie ihn bei seinem Vater verrät. Der Gedanke, ihren Geliebten zu verlieren, kann sie nicht ertragen. Zum Erscheinen des Buches wurde vermutet, dass Fumi Saito, eine Dichterin und enge Freundin Mishimas, Vorbild für Makiko war.

### Kapitalisten

#### Busuké Kurahara
Ein Großunternehmer und reichster Mann Japans, der, obgleich er kein Politiker ist, großen politischen Einfluss genießt. Von Zeitgenossen wurde er als charmant und freundlich beschrieben. Er legt grundsätzlich Wert auf Etikette, lediglich gegenüber dem Shintoismus ist der überzeugte Buddhist intolerant. Er ist Eigentümer einer Ferienvilla an einem Mandarinenfeld im Fischerdorf Inamura. In dieser wird er von Isao durch mehrere Dolchstiche getötet.

#### Baron Tōru Shinkawa
Ein wohlhabender Kaufmann, 53–54 Jahre alt und Eigentümer einer großen Villa in Karuizawa. Er ist bekannter Verfechter der Verwestlichung Japans und insofern kontroverse Figur, da er mehrfach öffentlich traditionelle japanische Bräuche verspottete. Unter anderem deshalb sollte er durch das Attentat der Gruppe getötet werden. Zuständig für seine Ermordung war Isao.

#### Juemon Nagasaki
Neureicher Großkapitalist und ehemaliger Leiter der Marine, mit erheblichem politischen Einfluss. Er wurde durch Isao auf die originale Tötungsliste geschrieben.

#### Weitere Kapitalisten
Nachdem der erste Plan durch die Abkehr des Leutnants Hori scheitert, ändert Sawa den Plan und beschließt, dass jeder der zwölf Mitglieder einen Kapitalisten töten soll. Demnach erweitert er die bisher nur aus drei Männern bestehende Liste um weitere neun Personen. Diese sind: Nobuhisa Masuda, Shonosuké Yagi, Hiroshi Teramoto, Zembei Ota, Ryuichi Kamiya, Minoru Gota, Sadataro Matsubara, Genjiro Takai, Toshikazu Kobinata.

### Nebenfiguren

#### Rié Honda
Hondas Ehefrau. Sie ist die Tochter eines Freundes seines kürzlich verstorbenen Vaters und heiratete ihn im Jahr 1922 in Tokio. Kurz darauf zog das Paar von Tokio nach Osaka. Ursprünglich sollte Hondas verwitwete Mutter nachziehen; sie entschied sich jedoch dagegen und lebt nun allein im großen Anwesen der Familie in Tokio.

#### Miné Iinuma
Isaos Mutter und Ehefrau Iinumas. Nachdem die beiden das Matsugae-Anwesen verließen, um zu heiraten, wurde sie schwanger. Iinuma nötigte sie jedoch das Kind abzutreiben, aus Angst, es könne sich um das Kind des Marquis handeln. Die Ehe begann danach zu kriseln und sie legte viel Gewicht zu, wodurch ihr Ehemann sein Interesse an ihr verlor. Nachdem sie eine Affäre mit einem Schüler der Akademie anfing, wurde sie von ihrem Mann krankenhausreif geprügelt. Zu ihrem Sohn Isao pflegt sie ein angespanntes Verhältnis.

#### Kensuké Kito
Kito ist ein pensionierter Generalleutnant, der im höheren Alter großen Ruhm durch seine Dichtkunst erlangte. Sein berühmtestes Werk ist die Gedichtssammlung Hekiraku; Honda las diese bereits in seiner Studentenzeit. Die Familie Kito und die Familie Iinuma haben eine enge, freundschaftliche Verbindung.

#### Leutnant Hori
26–27 Jahre alt und Leutnant der Infanterie. Er hat enge Verbindungen zu den rechten Strömungen innerhalb der Armee, steht aber durch seine direkte Art nicht mit allen im guten Kontakt. Er lebt in Kitazaki, der Pension, in der sich Kiyoaki und Satoko zum ersten Mal trafen. Sein Zimmer ist nur mit einer Matratze, einem spärlichen Schreibtisch und einem Bücherregal möbliert.

#### Sawa
Sawa ist ein hochrangiges Mitglied in der Gruppe Iinumas und verließ seine Ehefrau mitsamt Kind im Alter von 40 Jahren, um ein neues Leben in Tokio zu beginnen. Er hat viel Respekt vor Isao, ist diesem aber durch seine vielen Manipulationen suspekt.

#### Prinz Harunori Toin
43 Jahre alt und der dritte Sohn des kaiserlichen Thronprinzen Toin. Nachdem seine arrangierte mit Satoko aufgrund ihrer Flucht gescheitert war, ging er nach Yamaguchi, um dort als Soldat Karriere zu machen. Er entwickelte eine große Abneigung gegen den neuen Adel, den er mitverantwortlich macht für den Machtverlust des Kaisers. Es wurde vermutet, dass Chichibu Yasuhito ein Vorbild für seine Rolle in Unter dem Sturmgott war. Mishima hat dies indes nicht bestätigt.

#### Baronin Toko Shinkawa
Wie ihr Ehemann Baron Shinkawa begrüßt sie den westlichen Einfluss in Japan und hält deren Traditionen für „veraltet“ und „barbarisch.“ Sie selbst betrachtet sich als „weißhäutige, zivilisierte“ Frau und plant, im Alter nach London zu ziehen.

#### Marquis Matsugae
Kiyoakis Vater und mittlerweile 61 Jahre alt. Nach dessen Tode stürzte seine Familie in eine Krise und verlor erheblich an Ansehen in der Gemeinschaft. Sein Anwesen muss er mittlerweile zwischenvermieten und auch seine Leibgarde kann er nicht mehr bezahlen. In gewisser Weise hat er dadurch Glück im Unglück, da er der einzige Gast des Barons ist, der nicht ins Visier des rechten Flügels gerückt wurde.

## Erklärung des Titels
Der deutsche Titel Unter dem Sturmgott referiert auf den shintoistischen Gott Susanoo, den Gott des Windes und des Meeres und folglich auch des Sturmes. Im Gegensatz zu seiner Schwester Amaterasu gilt er auch als Gott der Zerstörung. Isao ist ganz vom Geiste Susanoos beseelt: Nur Zerstörung und Attentate können in seinen Augen Japans Weg in den Abgrund stoppen.

## Hintergrund

### Schreibprozess und Inspirationen

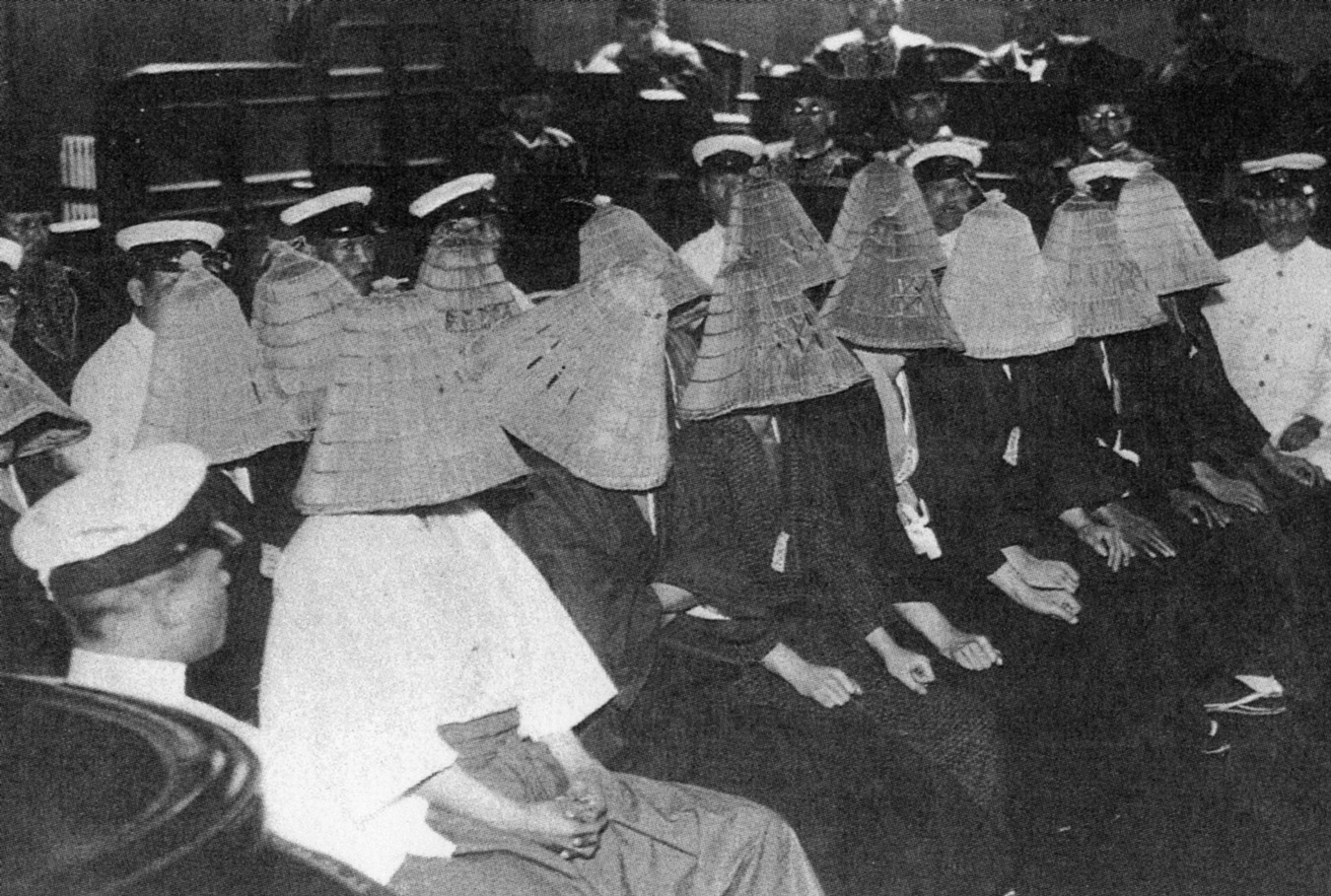
Bild der angeklagten Rebellen im „Blut-Liga-Prozess“.

Mishima schrieb an Unter dem Sturmgott vom Dezember 1966 bis Juni 1968. Die Arbeiten erfolgten demnach im direkten Anschluss an Schnee im Frühling, dessen Manuskript er im November 1966 fertigstellte.
Primäre Inspiration für das zentrale Thema des Putsches ist der sog. „Blutliga-Vorfall“, eine Reihe teilweise geglückter Attentate durch die Gruppierung „Blutliga“ (inoffizieller Name durch die Presse), die sich im Februar, März und Mai 1932 ereigneten. Mishima besuchte für seine Recherche mehrere Shintō-Schreine, an denen die Gruppierung ihr Vorhaben plante, darunter den Sakurayama-Schrein in Nara, den Shinkaidai-Schrein in Kumamoto und den Ōmiwa-Schrein in Sakurai.
Das Geschichtsbuch Der Göttersturm-Bund: ein historischer Bericht von Tsunanori Yamao ist ebenso fiktiv wie der angebliche Autor. Inspirationen bezog er unter anderem durch den Samuraiforscher Nichian Fukumoto und das Buch Geschichte der Bluttränen der Kamikaze-Sonderangriffskorps von Uki Ishihara. Die Ereignisse sind dabei grob an die der Shinpūren-Rebellion angelehnt. Das fiktive Werk, welches komplett im Buch abgedruckt ist, bezeichnete Mishima als seinen persönlichen Höhepunkt des Romans. Er behauptete, „wenn der Leser das Buch liest, je nachdem wie er reagiert, weiß er, wer er wirklich ist.“ Es wurde in limitierter Auflage innerhalb Japans separat gepresst.

### Veröffentlichung
Der Roman erschien am 25. Februar 1969 beim japanischen Verlag Shinchosha. Eine Taschenbuchfassung folgte am 30. August 1977 (Neuauflage 2002).
Eine deutsche Übersetzung von Siegfried Schaarschmidt erschien 1988 beim Carl Hanser Verlag (ISBN 3-446-14628-8), sowie 1994 eine sublizenzierte Taschenbuchausgabe beim Goldmann Verlag (ISBN 3-442-09145-4).
Eine englische Übersetzung, Runaway Horses – The Sea of Fertility, von Michael Gallagher wurde 1973 von Tuttle verlegt. Die Neuübersetzung erschien 1999 bei Penguin Books.

## Historischer Kontext
Unter dem Sturmgott ist die am expliziteste politische Abhandlung der Tetralogie und enthält zahlreiche detailgetreue Beschreibungen des Gerichts- und Zuchthaus-Systems der damaligen Zeiten sowie die wechselhaften Meinungen hinsichtlich politischem Extremismus. Zur genauen Einordnung und Interpretation der Ereignisse des Romans sind Kenntnisse über die verschiedenen historischen Ereignisse und Konzepte hilfreich.

### Shōwa-Restauration
Der Begriff Shōwa-Restauration (japanisch 昭和維新, Shōwa Ishin) ist ein in den 1930ern durch Kita Ikki begründeter Begriff und zentraler Bestandteil in Unter dem Sturmgott. Nach dem Vorbild der Meiji-Restauration beschreibt er die Wiedereinsetzung des kürzlich entthronten Kaisers Hirohito und die Absetzung der Taishō-Demokratie.
Auch Isao beruft sich in der Geschichte mehrfach auf die Schriften Ikkis und bezeichnet die Shōwa-Restauration als sein Endziel. Obgleich in der Erzählung wie in der Realität alle derartigen Putschversuche scheiterten, zählt der Zeitraum der 1930er als Aufstieg des japanischen Militarismus.

### Shinpūren-Rebellion

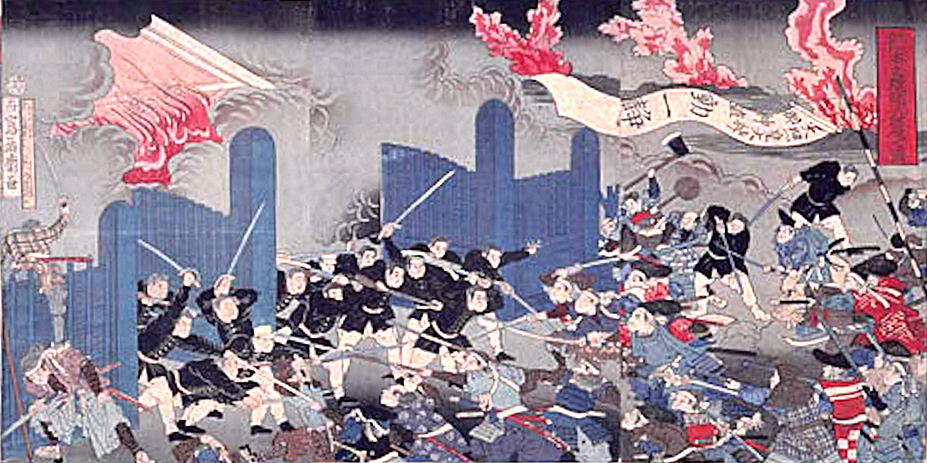
Die Shinpūren-Rebellion war Vorbild des fiktiven Buches Der Göttersturm-Bund.

Die Shinpūren-Rebellion (japanisch 神風連の乱, Shinpūren no ran) war ein Aufstand gegen die Meiji-Regierung in Kumamoto am 24. Oktober 1876.
Die Shinpūren, eine radikale Untergruppierung der ehemaligen Samurai der Kumamoto-Domäne kämpften gegen die Verwestlichung Japans und den Verlust ihrer Privilegien durch die Meiji-Restauration. Sie organisierten einen Überraschungsangriff gegen die japanische Armee und die Meiji-Regierung, bei der über sechzig Soldaten und Polizisten getötet wurden. Der Aufstand wurde bereits am nächsten Morgen zerschlagen; die meisten der gefassten Rebellen begingen Seppuku, einige stellten sich.

#### Hintergrund
1868 etablierte die Meiji-Restauration das Kaiserreich Japan während des Bakumatsu und setzte die Militärregierung, die Japan als Feudalstaat seit 1600 geführt hatte. Die neue Regierung unter Meiji befürwortete eine Politik der Modernisierung und Verwestlichung, inklusive der Abschaffung des Han-Systems und der strikten Klassenhierarchie. Durch die Reformen verloren die Samurai ihre Privilegien mitsamt ihrem politischen Mitgestaltungsanspruch; zudem war ein sozialer Wandel innerhalb der japanischen Bevölkerung bemerkbar, die von den Samurai als Verrat des Sonnō jōi gesehen wurde.
Die Shinpūren verfolgten nicht bloß das Ziel, die Verwestlichung aufzuhalten. Sie wollten jede westliche Entwicklung rückgängig machen, inklusive des Tragens westlicher Kleidung, der Nutzung des Gregorianischen Kalenders und sogar des Tragens westlicher Waffen. Mitglieder der Gruppe trugen Salz mit sich, um sich bei jeder Begegnung mit ausländischen Einflüssen – darunter Elektrizität, Eisenbahnen und sogar buddhistischen Priestern – zu reinigen. Die Pläne eines Aufstandes entstanden, als die Meiji-Regierung in einer großen Gesetzesreform Ausländern den Erwerb von Land und Missionaren die Verbreitung des Christentums gestatteten. Als das Tragen von Schwertern in der Öffentlichkeit verboten wurde und das Gerücht die Runde machte, Kaiser Meiji wolle einen Urlaub im Westen machen, war das Fass für die Mitglieder übergelaufen.

#### Der Aufstand
Ōtaguro Tomoo war ein shintoistischer Priester und nach mehreren Versuchen einer Divination fühlte er sich zur Führung des Aufstandes durch die Götter autorisiert. Durch die nahegelegene Saga-Rebellion war der größte Teil der Armee beschäftigt und die Stadt selbst war nur marginal verteidigt. Am 24. Oktober 1876 teilte Otaguro die 200 Männer in drei Gruppen. Die erste Einheit attackierte die Kaserne der Kumamoto-Garrison. Die zweite Einheit zerstörte das Telegraf-Zentrum, obwohl die Rebellen dadurch den Kontakt zu ihren Verbündeten verloren. Eine dritte Einheit attackierte die Offiziere in ihren Residenzen.
Die Rebellion konnte schnell unterbunden werden, als sich die zahlenmäßig weit überlegenen Streitkräfte von der Überraschung erholten und die nur spärlich durch Schwerter ausgerüsteten Rebellen mit Hilfe von Feuerkraft verletzten. Otaguro und die meisten seiner Anhänger begingen Seppuku. Am nächsten Morgen war der Aufstand offiziell beendet, der Ausnahmezustand blieb vorsorglich aber bis zum 3. November bestehen.
Die Gräber von 123 Shinpūren sind am Sakurayama-Schrein in Kumamoto verteilt. Viele der gefallenen Rebellen waren minderjährig oder in ihren jungen Zwanzigern.

#### Nachwirkung
Geschätzte 123 der 200 Shinpūren starben beim Aufstand, entweder im Kampf oder durch Suizid. Die überlebenden Rebellen wurden verhaftet und die meisten zum Tod durch Enthauptung verurteilt. Geschätzte 60 Soldaten der Kaiserlichen Japanischen Armee wurden getötet und über 200 verwundet.
Obwohl die Rebellion scheiterte, inspirierte der Umstand, dass eine solch kleine Gruppe spärlich ausgestatteter Rebellen einer Großmacht Paroli bieten konnte, eine Vielzahl weiterer Aufstände. Am prominentesten ist hierbei die große Satsuma-Rebellion, die vom Januar bis September 1877 andauerte und über 36.000 Todes- oder Verletzungsopfer forderte.

#### Einflüsse aufUnter dem Sturmgott
Auch wenn sie nie beim Namen genannt wird, ist die Shinpūren-Rebellion neben dem Blut-Liga-Vorfall die wichtigste Inspiration für Unter dem Sturmgott. Das fiktive Buch Der Göttersturm Bund: ein historischer Bericht von Tsunanori Yamao ist eine fast exakte Wiedergabe der Ereignisse; folglich präsentiert Mishima – der sich nach eigenen Aussagen in Isao verewigt hat – die Shinpūren-Rebellion nicht bloß als Motivation für Isaos Taten, sondern auch seine eigenen – namentlich dem Putschversuch am 25. November 1970, nach dem sich der Autor das Leben nahm. Den Standort der Rebellion, Kumamoto, bezeichnete Mishima als sein „spirituelles Zuhause.“ Genauso wie Isao waren auch die Rebellen strenggläubige Shintoisten und verachteten den Buddhismus.

### Satsuma-Rebellion

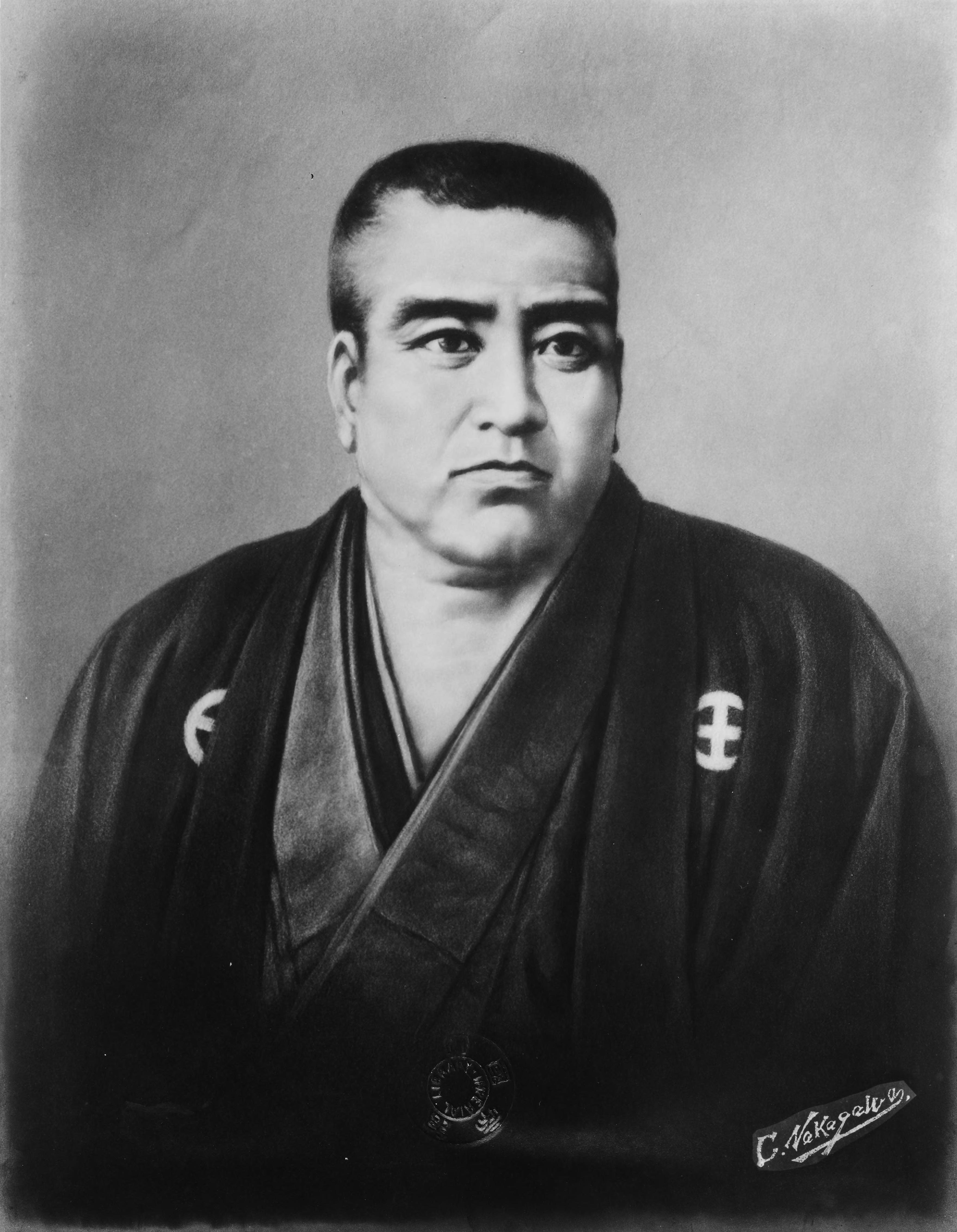
Bild des Rebellenführers Saigō Takamori.

Die Satsuma-Rebellion, auch bekannt als Seinan Krieg (japanisch 西南戦争, Seinan Sensō) war eine große Revolte der Samurai gegen die Meiji-Regierung. Ihren Namen trägt sie wegen der Satsuma-Domäne, die einen wichtigen Teil zur Meiji-Restauration beigetragen hat und Unterschlupf vieler, nun arbeitsloser Samurai wurde. Die Rebellion dauerte vom 29. Januar bis zum 24. September 1877 an, bis sie endgültig zerschlagen und ihr Führer Saigō Takamori getötet wurde.
Die Rebellion war die letzte und bedeutendste in einer Reihe verschiedener Aufstände gegen das neue imperialistische Japan.

#### Nachwirkungen
Durch die Aufstände verzeichnete die japanische Regierung einen Verlust von 420.000.000 Yen (in etwa 3.200.800 Euro; zum damaligen Zeitpunkt eine erhebliche Summe). Durch den finanziellen Missstand wurde Japan gezwungen, den Goldstandard zu verlassen und stattdessen Papiergeld zu drucken. Andere ökonomische Nebeneffekte waren ein rasanter Abstieg der jährlichen Staatsausgaben von 15 Millionen Euro auf 12 Millionen Euro und ein Anstieg der Staatsverschuldung von 33 Millionen Euro auf 82 Millionen Euro.
Zugleich begründete das Ende der Rebellion auch das offizielle Ende der Samurai-Klasse, sowie den Anfang von moderner Artillerie und Gewehre. Der Rebellenführer Saigō wurde am 22. Februar 1889 posthum von Kaiser Meiji begnadigt. Zu seinem Andenken sind mehrere Statuen im Ueno-Park und nahe der Burg Kagoshima aufgestellt. Saigō Takamori gilt nunmehr in Japan als tragischer Held und seine Aktionen als ehrenwertes Beispiel von Bushidō und Yamato-damashii.

#### Einflüsse aufUnter dem Sturmgott
Die Abkehr vom Goldstandard, sowie die finanzielle Missstände, die unter anderem die Reisunruhen und die Hungersnot in Japan verursachten, bezeichnet Isao als Hauptinspiration seiner Taten.
Auch die Ehrung des Protestführers Saigō unterstützt ihn in seiner Meinung, es sei von Wert, Bushidō und Yamato-damashii zu ehren, und wenngleich es nicht direkt auf Zuspruch stößt, werden seine Taten post mortem geehrt werden.
Die Gruppe besucht mehrere Schreine, an denen die Rebellen ihre Übungen hatten, um sich „spirituell aufzuladen.“ Eine große Revolte wie die Satsuma-Rebellion bezeichnet Isao zudem als Endziel.

### Blutliga-Vorfall

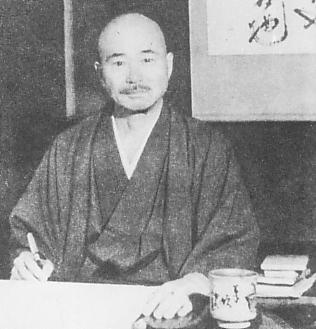
Fotografie von Nisshō Inoue.

Der Blutliga-Vorfall (japanisch 血盟団事件, Ketsumeidan Jiken) beschreibt eine Reihe vollführter und geplanter Attentate an wohlhabenden Unternehmern und liberalen Politikern durch extremistische Landwirte im Jahr 1932. Die Gruppe, später von der Presse Blutliga genannt, hatte eine Liste von zwanzig Opfern, tötete jedoch nur zwei: den ehemaligen Finanzminister und Parteivorsitzenden der Rikken Minseitō, Inoue Junnosuke, und den Geschäftsführer der Mitsui Group, Dan Takuma.
Die Festnahme der Attentäter führte zur Entdeckung zivilistischer, rechtsradikaler Untergrundgruppierungen unter der Führung des buddhistischen Priesters Nisshō Inoue.
Der Blutliga-Vorfall gilt als primäre Inspiration für Unter dem Sturmgott.

#### Hintergrund
Geboren 1886 unter dem Namen Shirō Inoue in der Präfektur Gunma, verbrachte Inoue seine Jahre als Heranwachsender als Vagabund und Abenteurer, ehe er sich in Nordchina niederließ, um Informationen für das japanische Militär zu sammeln. Nach seinem „spirituellen Erwachen“ in den Jahren 1923–1924 entwickelte Inoue die Überzeugung, Japan bräuchte eine „spirituelle Wiedergeburt“ und er fungiere als der Retter. Er gründete eine Schule in der Präfektur Ibaraki, ursprünglich mit dem Ziel Agrarismus und soziale Reformen zu bewerben; nach weniger Zeit wurde die unter dem Spitznamen „Patrioten-Akademie“ vermehrt Sammelort und Trainingslager für rechtsradikale, vereinsamte Bauern aus der Umgebung. Er nahm daraufhin den Namen Nisshō (dt. „Von der Sonne berufen“) an und spezialisierte sich auf Nichiren-Buddhismus.
Nach dem März-Zwischenfall 1931 fühlte sich Inoue bestätigt, dass eine nationale Reform nur durch gewaltsame Konfrontation mit den „Mächten des Bösen“ möglich ist: mit prowestlichen liberalen Politikern und Zaibatsu. Er etablierte die Taktik „eine Person, eine Tötung“ und entwickelte eine Liste von zwanzig Politikern und Unternehmern, deren Tötung der erste Schritt zur „Shōwa-Restauration“ – die Wiederherstellung der Macht des Kaisers – sein sollte.
Inoues erste Gruppe verbündete sich mit extremistischen Offizieren der Kaiserlich Japanischen Marine, erbitterte Gegner des Washington Flottenvertrag von 1922 und einer Gruppe rechter Studenten der Universität Tokio. Inoue besorgte seinen Anhängern Pistolen; am Ende führten jedoch nur zwei ihren Auftrag aus.

#### Drei Attentate
Am 9. Februar 1932 wurde Inoue Junnosuke von Shō Onuma erschossen, als dieser an der Komamoto-Grundschule in Tokio parkte, um dort eine Rede zu halten.
Am 5. Februar 1932 wartete Gorō Hishinuma am Eingang der Mitsui-Bank in Nihonbashi mit einem Foto von Dan Takuma in seiner Hosentasche. Als Dan das Gebäude betreten wollte, wurde er erschossen.
Beide Attentäter wurden innerhalb kürzester Zeit gefasst. Inoue selbst stellte sich am 11. März 1932 in der Tokio Polizeibehörde. Dennoch wurde zwei Monate später, am 15. Mai 1932, beim sogenannten Zwischenfall am 15. Mai der Premierminister von Japan Inukai Tsuyoshi von Mitgliedern der Luftwaffe, darunter einige aus der Blut-Liga, getötet.

#### Nachwirkungen
Der Gerichtsprozess wurde landesweit ausgestrahlt und zog hohe Aufmerksamkeit auf sich. Dies ermöglichte Inoue und seinen Anhängern, seine nationalistischen Ideen öffentlichkeitswirksam zu präsentieren. Ein großer Teil der japanischen Bevölkerung unterstützte die Motive der Attentäter und über 350.000 Personen unterschrieben eine Petition mit ihrem Blut, um die Strafe zu mildern.
Bedingt durch den Druck aus der Bevölkerung wurden alle Beteiligten, mit Ausnahme Inoues, zu nur milden Haftstrafen verurteilt. Dies setzte insoweit eine Präzedenz, als dass spätere Gerichte zunehmend Schwierigkeiten bekamen, Terroristen zu verurteilen, die im vermeintlichen Interesse des Tennō handelten.

#### Einflüsse aufUnter dem Sturmgott
Wenngleich der Blutliga-Vorfall nicht namentlich erwähnt wird, hat Mishima in Interviews bestätigt, dass Isaos Komplott nach ihm modelliert ist. Wie Inoue führt auch Isaos Vater Iinuma eine „Akademie des Patriotismus“, in der nationalistische Konzepte beigebracht werden. Diese gilt zudem als Treffpunkt rechtsradikaler Gruppierungen und war auch der primäre Ort, aus dem Isao seine Anhänger rekrutieren konnte; ähnlich wie bei Inoue.
Auch Isao ist überzeugt, dass nur eine gewaltsame Konfrontation mit liberalen Politikern und den Großkapitalisten zu einer nationalen Reform führen kann. Die Taktik „ein Mann, eine Tötung“ von Inoue wurde auch von Sawa übernommen, als er den damals noch zwanzig Mitgliedern je ein Opfer zuwies. Die Shōwa-Restauration ist für Inoue wie Isao das Endziel.
Wie auch bei den Attentätern des Blutliga-Vorfalls stößt Isaos Tat auf Zuspruch aus der Bevölkerung und er wird als „Patriot“ verehrt; entgegen ihren milden Haftstrafen wird seine Strafe sogar gänzlich erlassen. Auch Isao nutzt die Öffentlichkeit des Prozesses, um seine nationalistischen Ideen zu bewerben.

### Zwischenfall am 15. Mai

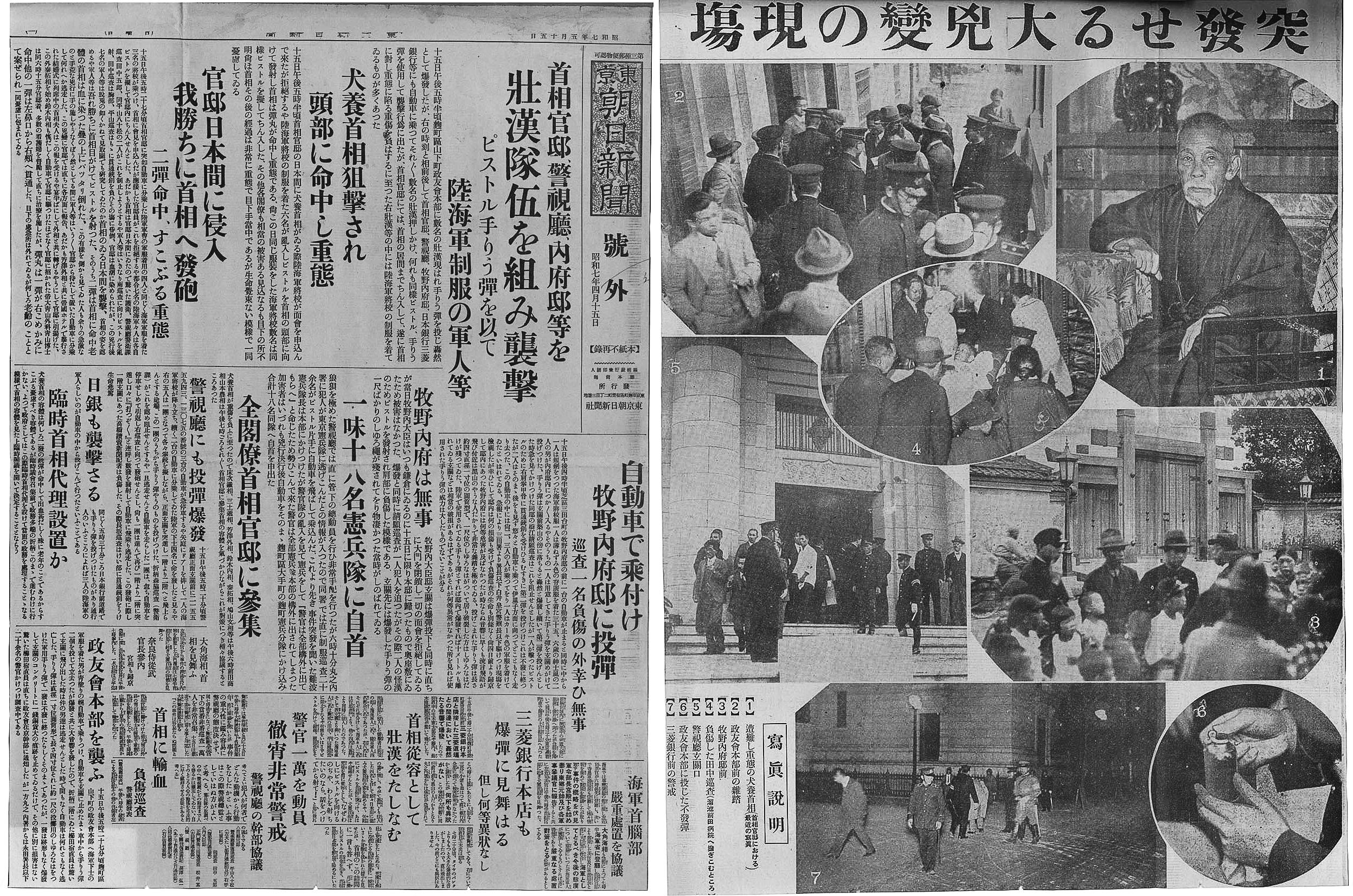
Bericht über den Zwischenfall am 15. Mai im Asahi Shimbun.

Der Zwischenfall am 15. Mai 1932 (japanisch 五・一五事件, go ichigo jiken) war eine Revolte von Kadetten der Kaiserlichen Japanischen Marine Offiziersschülern des Heeres in Tokio, bei der Premierminister Inukai Tsuyoshi getötet wurde.

#### Das Attentat
Am 15. Mai 1932 besetzten Kadetten der kaiserlichen Marine und Jungoffiziere des Heeres das Hauptquartier der liberalen Rikken Seiyūkai, die Mitsubishi Bank und die Tokioer Polizeibehörde. Hauptziel war die Ermordung des Premierministers Inukai und des Naidaijins Makino Nobuaki. Erfolgreich war indes nur die Tötung Inukais: Mehrere Offiziere drangen in die Residenz des Premierministers ein und erschossen ihn, trotz seiner Bitten, mit ihm zu diskutieren. Die Revolute wurde schnell unterdrückt und die Putschisten wurden in Gewahrsam genommen.

#### Nachwirkungen
Auch hier fielen die Strafen durch Druck von Reservistenverbänden, die über 700.000 Unterschriften sammelten, nur milde aus. Neun Jugendliche aus Niigata baten das Gericht, sie anstelle der Angeklagten zu verurteilten und sendeten ihre abgeschnittenen kleinen Finger als Zeichen ihrer Solidarität.
Das Attentat auf Premierminister Inukai Tsuyoshi setzte der Parteienregierung ein Ende und ließ nun politischen Raum für das Militär: mit dem Kabinett Saitō übernahm nun ein „Kabinett der nationalen Einheit“ die Führung. Dadurch begünstigt konnte die Kwantung-Armee ungehindert in der Mandschurei handeln.

#### Einflüsse aufUnter dem Sturmgott
Vicomte Matsudaira erwähnt den Vorfall beim Bankett und verweist darauf, dass obgleich die Umstände tragisch sind, Japan nun einen vorgeschobenen Grund hat, hart durchgreifen zu können, wodurch sie ohne Widerworte die Reflationspolitik anstreben und das Land von der Wirtschaftskrise bewahren können. Kurahara befürchtet das genaue Gegenteil und denkt, Japan wird gerade bedingt durch den Vorfall keine Risiken mehr eingehen wollen und deshalb am Goldstandard festhalten. In der Realität sollte sich Matsudairas Vermutung bewahrheiten, wenngleich Finanzminister Takahashi Korekiyo, der die Reflationspolitik zu verantworten hatte, auf mächtigen Gegenwind besonders aus rechten Kreisen gestoßen ist.
Die letzte Szene, in der Isao den Großkapitalisten Busuké Kurahara tötet, ist an die Tötung Tsuyoshis angelehnt.

### Weitere erwähnte Ereignisse
In Kapitel 15 treffen sich verschiedene angesehene Persönlichkeiten bei Busuké Kurahara zum Bankett. Dort diskutieren sie über allerlei politische Themen, die jedoch nicht dieselbe Bedeutung für die Handlung von Unter dem Sturmgott haben wie die ausführlicher benannten.
In Kapitel 37 wird Isao vom Richter gefragt, weshalb er seinen Patriotismus in Form illegaler Aktionen ausleben muss, anstatt ihn einfach als Glaubensgrundsatz zu halten und niemandem aufzudrängen. In dem Kontext bezieht Isao sich auf die Philosophie Wang Shourens: „Zu wissen und nicht zu handeln ist nicht wirklich zu wissen.“ Wie er diese Philosophie adaptiert hat verdeutlicht er an mehreren einschneidenden Ereignissen.

#### Petition für einen Zahlungsaufschub zugunsten der Landwirte
Vicomte Matsudaira verweist auf die im Juni 1931 durchgebrachte Petition einiger Landwirte. Er befürchtet einen rebellischen Aufstand gegen die Regierung, wenn diese der Forderung bald nicht mehr stattgeben sollte.

#### Loslösung des Vereinigten Königreichs vom Goldstandard
Vom Erzähler erfährt der Leser, dass Baron Shinkawa, ein Verfechter der Verwestlichung Japans und Gegner traditioneller japanischer Ideen, jeden Tag die Times und die Abkehr des Vereinigten Königreichs vom Goldstandard verfolgt, der graduell seit September 1931 erfolgte. Er erinnert sich, dass das Wakatsuki Reijirō zwar ausdrücklich behauptete, kein Goldverbot zu erlassen, jedoch mit jeder Durchsage die Spekulation auf Papiergeld erhöhte – ganz zum Missfallen rechter Gruppierungen, die jeden Banknoten-Käufer als „Plünderer der Nation“ bezeichneten. Er selbst ist Eigentümer von Dollarnoten, die auf Schweizer Konten verteilt sind und Teil der Initiative, die das sofortige Goldverbot fordert und eine Reflationspolitik anstrebt.

#### Versuchte Sabotage des Goldexport-Verbots durch Finanzminister Takahashi Korekiyo
Busuké Kurahara erzählt von seinem engen Freunde, dem ehemaligen Finanzminister Takahashi Korekiyo, einem großen Befürworter der Goldwährung und Skeptiker der neuen Papierwährung. Mit seinem Kabinett verabschiedete er, dass die Bank von Japan am 17. Dezember 1931 außer Kraft setzte; im Hintergrund hingegen versuchte er die Zahlen zu sabotieren, um der Bevölkerung schmackhaft zu machen, dass Papiergeld nicht die Zukunft ist und Japan bei Gold bleiben sollte. Kurahara betont im Gespräch mehrfach, dass er der einzige Insider sei, der davon Bescheid wisse und tatsächlich gilt die Behauptung, Korekiyo habe seine eigene Politik sabotieren wollen, um für den Goldstandard zu werben, als unerwiesen. Nicht zuletzt, da dessen radikale Finanzreform im Jahr 1931 als eine der erfolgreichsten Währungspolitiken des 20. Jahrhunderts angesehen wird und Japan vermeintlich vor einem Wirtschaftszusammenbruch bewahren konnte.

#### Internationale Anerkennung von Mandschukuo
Bei dem Bankett bemerkt der Staatsminister, dass der Premierminister von Japan – zum Zeitpunkt der Erzählung Saitō Makoto – offen überlegt, Mandschuko als souveränen Staat anzuerkennen anstatt als Teil der Republik China. Tatsächlich sollte durch Makotos Initiative Japan am 16. September 1932 und damit als erstes Land Mandschukuo völkerrechtlich und diplomatisch als souveränen Staat anerkennen. Dies führte auch zum Austritte Japans aus dem Völkerbunde am 27. März 1933.

#### Reisunruhen zwischen Juli und September 1918
Im Zusammenhang mit der Petition der Landwirte erwähnt Kurahara, dass er die Sorge um einen Aufstand der Arbeiterschicht teilen würde, wenn der Reispreis wie während der Reisunruhen nach wie vor so hoch in Japan wäre. Diese führten sogar zum Rücktritt des damaligen Premierministers Terauchi Masatake. Durch das neue Angebot aus Taiwan und Korea sei dies aber nicht mehr der Fall, sodass selbst die ärmsten Bauern sich Reis leisten können. Die einzige Möglichkeit, sie zu einem Aufstand zu bewegen, wäre damit das „Geschwafel“ linker Gruppen über soziale Gerechtigkeit, welchem gerade die Bauern aber sicher kein Gehör schenken würden.

#### Meiji-Restauration
Im Kreuzverhör erzählt Isao dem Richter, dass er zwar seit seiner Kindheit leidenschaftlicher Kendō-Kämpfer war, diese Leidenschaft aber verloren ging, als er von der Meiji-Restauration erfuhr. Der Umstand, dass junge Leute seines Alters mit echten Waffen echte Kämpfe geführt haben, um die Restauration durchzuführen und Ungerechtigkeit zu bezwingen, ließ ihn als erstes darüber klarwerden, wie nutzlos ein „bloßes Bambusschwert“ sei, wenn wirklich etwas bewegt werden soll.

#### Londoner Flottenvertrag
Vor Gericht erzählt Isao, wie er das erste Mal feststellte, dass bloßer Wille nicht ausreicht, als er 1930 im Alter von 16 Jahren im Politikunterricht vom Londoner Flottenvertrag erfuhr. Dieser wurde von einem großen Teil der Bevölkerung als ernstzunehmende Degradierung Japans und Gefahr für die innere Sicherheit aufgenommen, nicht zuletzt, weil die Vereinigten Staaten und das Vereinigte Königreich sich günstigere Vertragsbedingungen einhandelten als ihrem japanischen Vertragspartner. Beispielsweise wurde den USA und Großbritannien eine U-Boots-Tonnenobergrenze von 525.000 Tonnen gestattet, während Japan nur 315.000 zustanden. Tatsächlich sollte Japan am 19. Dezember 1934, das heißt circa ein Jahr nach der Erzählung, den Vertrag offiziell wegen der ungerechten Bedingungen kündigen. Durch seinen Selbstmord sollte Isao dies aber nicht mehr mitbekommen.

#### Versuchtes Attentat auf Hamaguchi Osachi
Nachdem Isao wegen des Flottenvertrags ein Bewusstsein für die imminenten Gefahren für Japan und seine Bevölkerung entwickelte, wurde der damalige Premierminister Hamaguchi Osachi – Befürworter des Vertrages – am 14. November 1930 von dem jugendlichen Rechtsradikalen Tomeo Sagoya am Bahnhof Tokio angeschossen. Er überlebte das Attentat zwar zunächst, verstarb aber neun Monate später an einer bakteriellen Infektion, die er sich durch seine unbehandelten Wunden zuzog. Isao meint, der Vorfall und die Motivation des Attentäters habe ihm die Augen geöffnet, dass nicht bloß äußere Kräfte, sondern auch die innere Politik, Gefahren für Japan bilden können.

#### Hungersnot in Tōhoku und Hokkaidō
Als ausschlaggebendes Ereignis, das Isao zu seinen radikalen Plänen getrieben hat, nennt er die Hungersnöte in Tōhoku und Hokkaidō und den Umgang der Regierung mit dieser. Zahlreiche Bauern verkauften ihr ganzes Eigentum oder prostituierten sich, um sich Essen leisten zu können und dennoch importierte die japanische Regierung aus dem Ausland und ließ damit die Reispreise ansteigen, nur damit Politiker Profit schlagen können. Die Großkapitalisten schwächen zugleich den Goldstandard und gefährdeten die breite, arme Masse durch den Kauf ausländischer Papierwährung und dennoch tue die Politik nichts, da sie sonst ihre Hauptinvestoren verlören. Dadurch zog Isao den Schluss, dass die Ursache für den Untergang Japans nicht nur die korrupte Politik, sondern auch die Großunternehmer seien, die Politiker für ihre Zwecke und entgegen der Zwecke der Bevölkerung manipulieren.
Dennoch sei es für Isao undenkbar, sich den linksradikalen Gruppierungen aufgrund ihrer Ablehnung des Tennō anzuschließen. Der Zusammenhalt der ländlichen und armen Bevölkerung hätte durch den Kaiser als Vater des ganzen Volkes Bestand gehabt und lediglich das Hinaufschauen zum Kaiser als Retter in Zeiten der Not verhindere den gesellschaftlichen Kollaps.
Eines Tages habe Isao festgestellt, dass durch den immer stärker werdenden Einfluss der Politiker und Unternehmer die besagte Rettung durch den Kaiser nicht eintreten wird. Als er dann das Buch Der Göttersturm-Bund: ein historischer Bericht von Tsunanori Yamao gelesen hat, verstand er, dass sich Loyalität nicht im Philosophieren, sondern in der Tat ausdrückt. Über den „grauen Wolken“ befinde sich immer noch „die Sonne, der Kaiser“. Es brauche aber Leute aus dem Volke, um die Wolken zu vertreiben.

## Rezensionen
Innerhalb Japans eckte Unter dem Sturmgott durch seine kontroversen politischen Aussagen an und wurde von linksgerichteten Rezensenten als „absurd“ verpönt. Erst nach Mishimas Tod wurde der Band auch innerhalb seines Geburtslandes renommierter und mittlerweile wird er in derselben Riege gesehen wie Schnee im Frühling zu seinem Erscheinen.
Im Ausland galt Unter dem Sturmgott bereits zu Anfang als Meisterwerk und wurde mit großem Lob aufgenommen. Nicolas Gattig von The Japan Times schreibt: „Unter dem Sturmgott wird von einigen als der beste japanische Roman aller Zeiten bezeichnet. Mit atemberaubender Lyrik und philosophischer Tiefe zeigt es Yukio Mishima auf dem Hoch seiner Kunst.“ Im Hinblick auf Mishimas Weltbild, nach dem „perfekte Reinheit“ möglich sei, wenn diese „mit einem Klecks Blut“ geschrieben wird, sagt er: „Der erschreckend schöne Roman könnte diesen Punkt vielleicht sogar besser unterstreichen als [Mishimas] eigener Suizid.“ Kritiker Timothy Whitlock schreibt in einer Retrospektive: „Wenn alte Literatur neue Phänomene beschreibt, weißt du, dass es sich um ein besonderes Buch handelt. Unter dem Sturmgott schafft genau das und ist ein wunderbares Beispiel dafür, wieso Mishima als einer der besten Lyriker und sozialen Kommentatoren der modernen Literatur gilt.“
Dennis Michaeli Annuz nannte Unter dem Sturmgott den „stärksten Teil der Reihe.“ Für The Guardian fokussierte sich Richard T. Kelly vor allem auf Hondas Faszination für Isaos Eifer und schreibt dazu: „Mishima ist unvoreingenommen brillant düstere menschliche Impulse auf Papier zu bringen – der Schmerz der Eifersucht, das Flimmern von Aversion.“ Charles Solomon schrieb 1990: „Die vier Bücher bilden bis heute eines der hervorragendsten literarischen Machwerke des 20ten Jahrhunderts und eine ausgezeichnete Zusammenfassung des Lebens und Schaffens des Autors selbst.“

## Referenzen zu anderen Werken

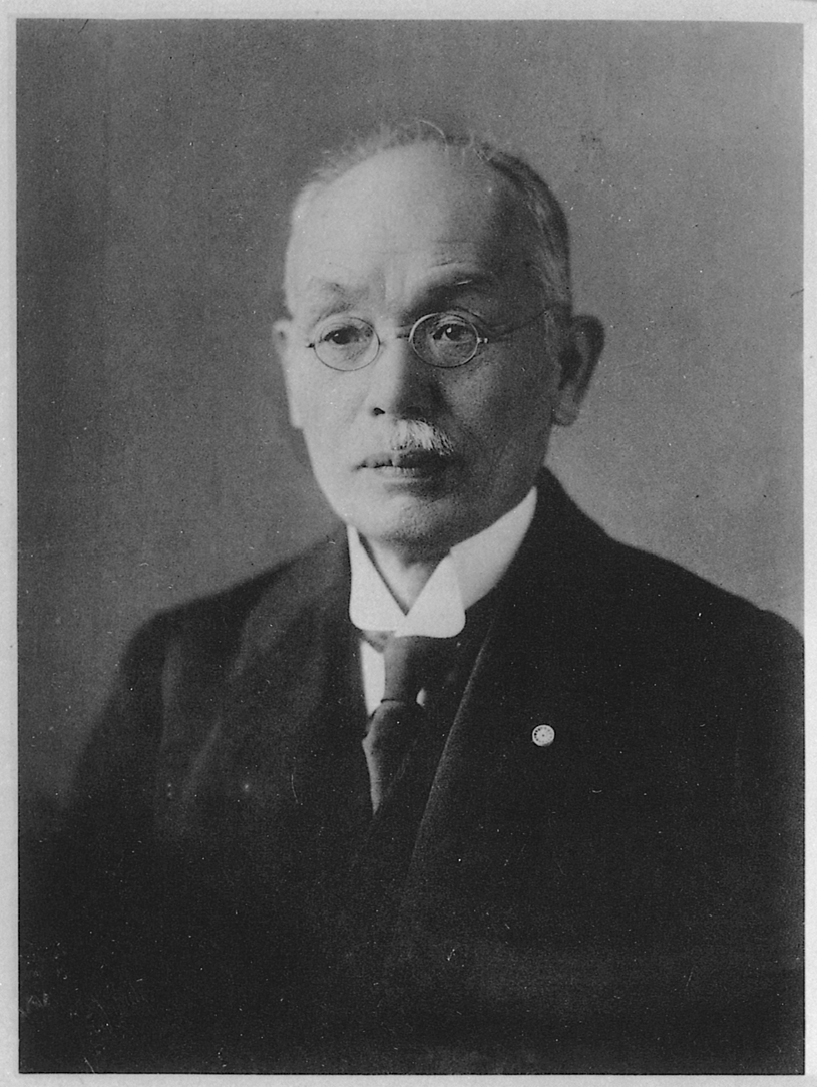
Bild von Dr. Inoue Tetsujirō.

Wie zuvor Schnee im Frühling ist Unter dem Sturmgott voll mit Referenzen an Werke, die Mishima persönlich viel bedeutet haben. Als eine seiner letzten Hinterlassenschaften wollte er seinen liebsten Künstlern Tribut zollen.
- Isao vergleicht Makiko Kito mit Minamoto no Sanetomo, einem bedeutenden Dichter des 13ten Jahrhunderts.
- Die Schrift Nihon kaizō hōan taikō (dt. in etwa Ein Plan zur Neuordnung Japans) von Kita Ikki bezeichnet Isao als ungeeignet für seine Anhänger.
- Honda besucht in Osaka eine Aufführung des berühmten Nō-Theaterstücks Matsukaze. Die Hauptdarsteller sind die tatsächlich existierenden Schauspieler Kanesuki Noguchi und Yazo Tamura.
- Isao beruft sich auf Hirata Atsutane, einem Shintoisten, der für seine Schmähreden gegen den Buddhismus bekannt war.
- Während des Putsches stimmt Sawa ein Gedicht von Miura Chora an, das vom Sakai-Zwischenfall handelt.
- Sawa zitiert ein anti-buddhistisches Gedicht von Kohei Tomobayashi.
- Im Gefängnis bekommt Isao das Buch Philosophie der japanischen [Wang]-Yangming-Schule des japanischen Philosophen Dr. Inoue Tetsujirō geschenkt.
- Prinz Toin hört auf seinem Grammophon eine von Wilhelm Furtwängler dirigierte und dem Berliner Philharmonisches Orchester ausgeführte Aufführung der Tondichtung Till Eulenspiegels lustige Streiche von Richard Strauss.
- In einem Essay nennt Baron Shinkawa das Geschichtswerk Verfall und Untergang des Römischen Imperiums von Edward Gibbon.

## Notiz
- Bis nach dem Zweiten Weltkrieg wurde das Alter in Südostasien und großen Teilen Japans nicht nach Geburtstagen, sondern durch die Anzahl der durchlebten Regierungsjahre berechnet. In Kapitel 36 wird Isao im Juli 1933 vor Gericht nach seinem Alter gefragt und antwortet „Zwanzig“, obwohl sein zwanzigster Geburtstag erst nach dem Februar 1934 hätte erfolgen können. In der deutschen Übersetzung wird das Problem ignoriert.

## Adaptionen
Der Roman wurde von Paul Schrader in dem biografischen Film Mishima – Ein Leben in vier Kapiteln adaptiert.